# Bodensee-Toggenburg-Bahn
| blau: Strecken im Eigentum der Schweizerischen Südostbahn (SOB) grau: Strecken der Schweizerischen Bundesbahnen (SBB) | |                                                 |                                                 |
| Streckennummer (BAV): | 840 (Romanshorn–Romanshorn Feld H) 825 (Romanshorn Feld H–Romanshorn Süd) 869 (Romanshorn Süd–St. Gallen St. Fiden Nord) 868 (Spange Bruggwaldtunnel–St. Gallen St. Fiden Nord) 880 (St. Gallen St. Fiden Nord–St. Gallen West) 870 (St. Gallen West–Wattwil) 871 (Wattwil–Ebnat-Kappel) 872 (Ebnat-Kappel–Nesslau-Neu St. Johann) |                                                 |                                                 |
| Fahrplanfeld: | 870, 853 |                                                 |                                                 |
| Streckenlänge: | 58,72 km |                                                 |                                                 |
| Spurweite: | 1435 mm (Normalspur) |                                                 |                                                 |
| Stromsystem: | 15 kV 16,7 Hz ~ |                                                 |                                                 |
| Maximale Neigung: | Romanshorn–St. Gallen: 19 ‰ St. Gallen–Wattwil: 18 ‰ Wattwil–Nesslau-Neu St. Johann: 24 ‰ |                                                 |                                                 |
| Minimaler Radius: | 200 m |                                                 |                                                 |
| | |                                                 |                                                 |
| \| \| \| SBB von Kreuzlingen und von Schaffhausen S 1 \| \| \| \| 0,00 \| Romanshorn \| 398,5 m ü. M. \| \| \| \| SBB nach/von Winterthur \| \| \| \| 1,20 \| Romanshorn Süd \| 399,2 m ü. M. \| \| \| \| SBB nach Rorschach \| \| \| \| 3,03 \| Neukirch-Egnach \| 411,9 m ü. M. \| \| \| 5,31 \| Steinebrunn bis 1973 Bahnhof \| 447,8 m ü. M. \| \| \| 6,49 \| Kantonsgrenze Thurgau-St. Gallen \| Kantonsgrenze Thurgau-St. Gallen \| \| \| 7,29 \| Muolen \| 478,9 m ü. M. \| \| \| 8,50 \| \| \| \| \| 9,57 \| Häggenschwil-Winden[1] \| 512,1 m ü. M. \| \| \| 9,86 \| \| \| \| \| 11,10 \| \| \| \| \| 12,84 \| Roggwil-Berg \| 560,2 m ü. M. \| \| \| 13,98 \| \| \| \| \| 15,55 \| Wittenbach Endpunkt S 82 \| 603,4 m ü. M. \| \| \| \| Tunnel Bruggwald (1731 m) \| \| \| \| 19,13 78,16 \| Bruggwald seit 2011 \| 627,0 m ü. M \| \| \| \| Spange SOB[2] seit 2011 \| \| \| \| \| \| \| \| \| \| SBB von Rorschach –Sargans S 4 \| \| \| \| 76,91 \| St. Fiden Nord seit 2011 \| 623,7 m ü. M. \| \| \| \| \| \| \| \| 19,13 78,16 \| St. Gallen St. Fiden \| 645,5 m ü. M. \| \| \| \| SBB-Tunnel Rosenberg (1466 m) \| \| \| \| \| AB von Trogen \| \| \| \| 80,49 21,42 \| St. Gallen Endpunkte S 81 S 82 \| 669,9 m ü. M. \| \| \| \| AB nach Appenzell \| \| \| \| \| SBB nach Wil S 1 \| \| \| \| 24,41 \| St. Gallen Haggen[3] \| 676,5 m ü. M. \| \| \| \| Brücke Sitter BT (366 m) \| \| \| \| \| Tunnel Sturzenegg (247 m) \| \| \| \| 26,45 \| Gübsensee 1989–2018 \| 698,0 m ü. M. \| \| \| 27,36 \| Kantonsgrenze St. Gallen-Appenzell Ausserrhoden \| Kantonsgrenze St. Gallen-Appenzell Ausserrhoden \| \| \| \| Heinrichsbad 1926–1960 \| \| \| \| \| Thal (163 m) \| \| \| \| \| AB von Gossau SG \| \| \| \| \| Werkstätte Herisau \| \| \| \| 29,73 \| Herisau Endpunkt S 82 \| 744,0 m ü. M. \| \| \| \| AB nach Appenzell \| \| \| \| \| Glatttal-Viadukt (296 m) \| \| \| \| 33,39 \| Schachen (Herisau)[4] \| 788,7 m ü. M. \| \| \| 35,25 \| Schachen West seit 2013 \| 790,0 m ü. M. \| \| \| 35,63 \| Weissenbach-Viadukt (282 m) \| Weissenbach-Viadukt (282 m) \| \| \| \| Tunnel Bühlberg (366 m) \| \| \| \| 37,10 \| Degersheim Kulminationspunkt \| 798,7 m ü. M. \| \| \| 39,50 \| Degersheim West seit 2003 \| 762,9 m ü. M. \| \| \| 42,42 \| Mogelsberg \| 714,8 m ü. M. \| \| \| \| Tunnel Schoren (141 m) \| \| \| \| 46,40 \| Brunnadern-Neckertal \| 654,4 m ü. M. \| \| \| \| Tunnel Wasserfluh (3556 m) \| \| \| \| 0,00 \| Toggenburgerlinie[5] (SBB): Wil SG Endpunkt S 9 \| Toggenburgerlinie[5] (SBB): Wil SG Endpunkt S 9 \| \| \| 6,92 \| Bazenheid \| Bazenheid \| \| \| 10,15 \| Lütisburg \| Lütisburg \| \| \| 12,93 \| Bütschwil \| Bütschwil \| \| \| 14,62 \| Dietfurt \| Dietfurt \| \| \| 17,51 / 50,69 \| Lichtensteig Keilbahnhof \| 615,5 m ü. M. \| \| \| \| linkes Gleis bis 2006 SBB \| \| \| \| 20,01 / 53,16 20,01 \| Wattwil Endpunkt S 9 \| 613,6 m ü. M. \| \| \| \| Wattwil–Ebnat-Kappel bis 2006 von SBB gepachtet \| \| \| \| 24,86 0,00 \| Ebnat-Kappel \| 630,1 m ü. M. \| \| \| 4,26 \| Krummenau \| 713,0 m ü. M. \| \| \| 7,85 \| Nesslau-Neu St. Johann Endpunkt S 2 \| 758,7 m ü. M. \| \| \| \| Rickenlinie[6][5] (SBB): Rickentunnel \| \| \| \| 30,98 \| Kaltbrunn \| Kaltbrunn \| \| \| \| SBB von Ziegelbrücke–Sargans S 4 S 6 \| \| \| \| 34,38 37,10 \| Uznach, Richtungswechsel S 4 \| Uznach, Richtungswechsel S 4 \| \| \| 49,33 \| Schmerikon \| Schmerikon \| \| \| 54,42 \| Bollingen[7] \| Bollingen[7] \| \| \| 57,34 \| Blumenau[8] \| Blumenau[8] \| \| \| 59,35 \| Rapperswil SG Endpunkt S 6 \| Rapperswil SG Endpunkt S 6 \| \| \| \| SOB/SBB nach Pfäffikon SZ \| \| | |                                                 |                                                 |
| Strecke | | SBB von Kreuzlingen und von Schaffhausen S 1    | SBB von Kreuzlingen und von Schaffhausen S 1    |
| Bahnhof | 0,00 | Romanshorn                                      | 398,5 m ü. M.                                   |
| Abzweig geradeaus, nach rechts und von rechts | | SBB nach/von Winterthur                         | SBB nach/von Winterthur                         |
| Dienststation / Betriebs- oder Güterbahnhof | 1,20 | Romanshorn Süd                                  | 399,2 m ü. M.                                   |
| Abzweig geradeaus und nach links | | SBB nach Rorschach                              | SBB nach Rorschach                              |
| Bahnhof | 3,03 | Neukirch-Egnach                                 | 411,9 m ü. M.                                   |
| Haltepunkt / Haltestelle, ehemaliger Bahnhof | 5,31 | Steinebrunn bis 1973 Bahnhof                    | 447,8 m ü. M.                                   |
| Grenze | 6,49 | Kantonsgrenze Thurgau-St. Gallen                | Kantonsgrenze Thurgau-St. Gallen                |
| Bahnhof | 7,29 | Muolen                                          | 478,9 m ü. M.                                   |
| Grenze | 8,50 |                                                 |                                                 |
| Bahnhof | 9,57 | Häggenschwil-Winden                             | 512,1 m ü. M.                                   |
| Grenze | 9,86 |                                                 |                                                 |
| Grenze | 11,10 |                                                 |                                                 |
| Bahnhof | 12,84 | Roggwil-Berg                                    | 560,2 m ü. M.                                   |
| Grenze | 13,98 |                                                 |                                                 |
| Bahnhof | 15,55 | Wittenbach Endpunkt S 82                        | 603,4 m ü. M.                                   |
| Strecke geradeaus (im Tunnel) | | Tunnel Bruggwald (1731 m)                       | Tunnel Bruggwald (1731 m)                       |
| Dienststation / Betriebs- oder Güterbahnhof (im Tunnel) | 19,13 78,16 | Bruggwald seit 2011                             | 627,0 m ü. M                                    |
| Strecke von links (im Tunnel) · Abzweig geradeaus und nach rechts (im Tunnel) | | Spange SOB seit 2011                            | Spange SOB seit 2011                            |
| Tunnelende · Tunnelende | |                                                 |                                                 |
| Abzweig geradeaus und von links · Kreuzung geradeaus oben | | SBB von Rorschach –Sargans S 4                  | SBB von Rorschach –Sargans S 4                  |
| Dienststation / Betriebs- oder Güterbahnhof · Strecke | 76,91 | St. Fiden Nord seit 2011                        | 623,7 m ü. M.                                   |
| Strecke nach links · Abzweig geradeaus und von rechts | |                                                 |                                                 |
| | 19,13 78,16 | St. Gallen St. Fiden                            | 645,5 m ü. M.                                   |
| | | SBB-Tunnel Rosenberg (1466 m)                   |                                                 |
| U-Bahn-Strecke von links | | AB von Trogen                                   | AB von Trogen                                   |
| Bahnhof mit U-Bahn Streckenanfang | 80,49 21,42 | St. Gallen Endpunkte S 81 S 82                  | 669,9 m ü. M.                                   |
| Abzweig geradeaus und nach links · Strecke nach links und von rechts | | AB nach Appenzell                               | AB nach Appenzell                               |
| Kreuzung geradeaus oben · Strecke nach rechts | | SBB nach Wil S 1                                | SBB nach Wil S 1                                |
| Bahnhof | 24,41 | St. Gallen Haggen                               | 676,5 m ü. M.                                   |
| Brücke über Wasserlauf | | Brücke Sitter BT (366 m)                        | Brücke Sitter BT (366 m)                        |
| Tunnel | | Tunnel Sturzenegg (247 m)                       | Tunnel Sturzenegg (247 m)                       |
| ehemaliger Haltepunkt / Haltestelle | 26,45 | Gübsensee 1989–2018                             | 698,0 m ü. M.                                   |
| Grenze | 27,36 | Kantonsgrenze St. Gallen-Appenzell Ausserrhoden | Kantonsgrenze St. Gallen-Appenzell Ausserrhoden |
| ehemaliger Haltepunkt / Haltestelle | | Heinrichsbad 1926–1960                          | Heinrichsbad 1926–1960                          |
| Tunnelanfang | | Thal (163 m)                                    | Thal (163 m)                                    |
| Strecke quer · Kreuzung mit oberirdischer Strecke (im Tunnel) · Strecke von rechts | | AB von Gossau SG                                | AB von Gossau SG                                |
| Tunnelende · Strecke | | Werkstätte Herisau                              | Werkstätte Herisau                              |
| Bahnhof · Bahnhof | 29,73 | Herisau Endpunkt S 82                           | 744,0 m ü. M.                                   |
| Strecke · Strecke nach links | | AB nach Appenzell                               | AB nach Appenzell                               |
| Brücke über Wasserlauf | | Glatttal-Viadukt (296 m)                        | Glatttal-Viadukt (296 m)                        |
| Bahnhof | 33,39 | Schachen (Herisau)                              | 788,7 m ü. M.                                   |
| Dienststation / Betriebs- oder Güterbahnhof | 35,25 | Schachen West seit 2013                         | 790,0 m ü. M.                                   |
| Grenze auf Brücke | 35,63 | Weissenbach-Viadukt (282 m)                     | Weissenbach-Viadukt (282 m)                     |
| Tunnel | | Tunnel Bühlberg (366 m)                         | Tunnel Bühlberg (366 m)                         |
| Bahnhof | 37,10 | Degersheim Kulminationspunkt                    | 798,7 m ü. M.                                   |
| Dienststation / Betriebs- oder Güterbahnhof | 39,50 | Degersheim West seit 2003                       | 762,9 m ü. M.                                   |
| Bahnhof | 42,42 | Mogelsberg                                      | 714,8 m ü. M.                                   |
| Tunnel | | Tunnel Schoren (141 m)                          | Tunnel Schoren (141 m)                          |
| Bahnhof | 46,40 | Brunnadern-Neckertal                            | 654,4 m ü. M.                                   |
| Tunnelanfang | | Tunnel Wasserfluh (3556 m)                      | Tunnel Wasserfluh (3556 m)                      |
| Strecke (im Tunnel) | 0,00 | Toggenburgerlinie (SBB): Wil SG Endpunkt S 9    | Toggenburgerlinie (SBB): Wil SG Endpunkt S 9    |
| Strecke (im Tunnel) | 6,92 | Bazenheid                                       | Bazenheid                                       |
| Strecke (im Tunnel) | 10,15 | Lütisburg                                       | Lütisburg                                       |
| Strecke (im Tunnel) | 12,93 | Bütschwil                                       | Bütschwil                                       |
| Tunnelende | 14,62 | Dietfurt                                        | Dietfurt                                        |
| Bahnhof | 17,51 / 50,69 | Lichtensteig Keilbahnhof                        | 615,5 m ü. M.                                   |
| Strecke | | linkes Gleis bis 2006 SBB                       | linkes Gleis bis 2006 SBB                       |
| | 20,01 / 53,16 20,01 | Wattwil Endpunkt S 9                            | 613,6 m ü. M.                                   |
| | | Wattwil–Ebnat-Kappel bis 2006 von SBB gepachtet |                                                 |
| | 24,86 0,00 | Ebnat-Kappel                                    | 630,1 m ü. M.                                   |
| Bahnhof | 4,26 | Krummenau                                       | 713,0 m ü. M.                                   |
| Kopfbahnhof Streckenende | 7,85 | Nesslau-Neu St. Johann Endpunkt S 2             | 758,7 m ü. M.                                   |
| | | Rickenlinie (SBB): Rickentunnel                 |                                                 |
| | 30,98 | Kaltbrunn                                       | Kaltbrunn                                       |
| | | SBB von Ziegelbrücke–Sargans S 4 S 6            |                                                 |
| | 34,38 37,10 | Uznach, Richtungswechsel S 4                    | Uznach, Richtungswechsel S 4                    |
| | 49,33 | Schmerikon                                      | Schmerikon                                      |
| | 54,42 | Bollingen                                       | Bollingen                                       |
| | 57,34 | Blumenau                                        | Blumenau                                        |
| | 59,35 | Rapperswil SG Endpunkt S 6                      | Rapperswil SG Endpunkt S 6                      |
| | | SOB/SBB nach Pfäffikon SZ                       |                                                 |

Die Bodensee-Toggenburg-Bahn (BT) ist eine ehemalige Eisenbahngesellschaft in der Ostschweiz. Sie bestand von 1910 bis zur Fusion mit der «alten» Südostbahn (SOB) zur «neuen» Schweizerischen Südostbahn (SOB) per 1. Januar 2001. Die Strecke bildet heute zusammen mit dem Abschnitt Wattwil–Ebnat-Kappel das Ostnetz der Südostbahn.
Der BT gehörten die am 3. Oktober 1910 eröffneten, normalspurigen Adhäsionsstrecken von Romanshorn nach St. Gallen St. Fiden (19,13 km) und von St. Gallen nach Wattwil (31,74 km) sowie die am 1. Oktober 1912 eröffnete Strecke von Ebnat-Kappel nach Nesslau-Neu St. Johann (7,85 km).
Die dazwischenliegenden Strecken von St. Gallen St. Fiden nach St. Gallen HB und von Wattwil nach Ebnat-Kappel gehörten den Schweizerischen Bundesbahnen (SBB), wobei die Strecke Wattwil–Ebnat-Kappel von der BT gepachtet wurde.

## Geschichte

### Der Drang zum Zürichsee

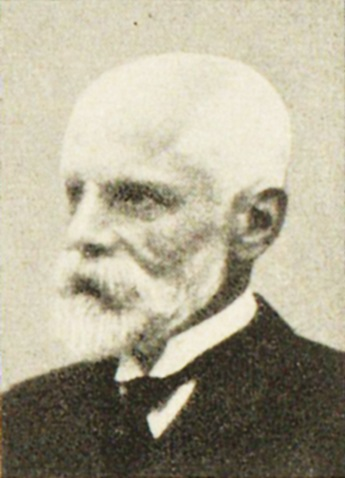
Isidor Grauer-Frey, Initiant der Bodensee-Toggenburgbahn

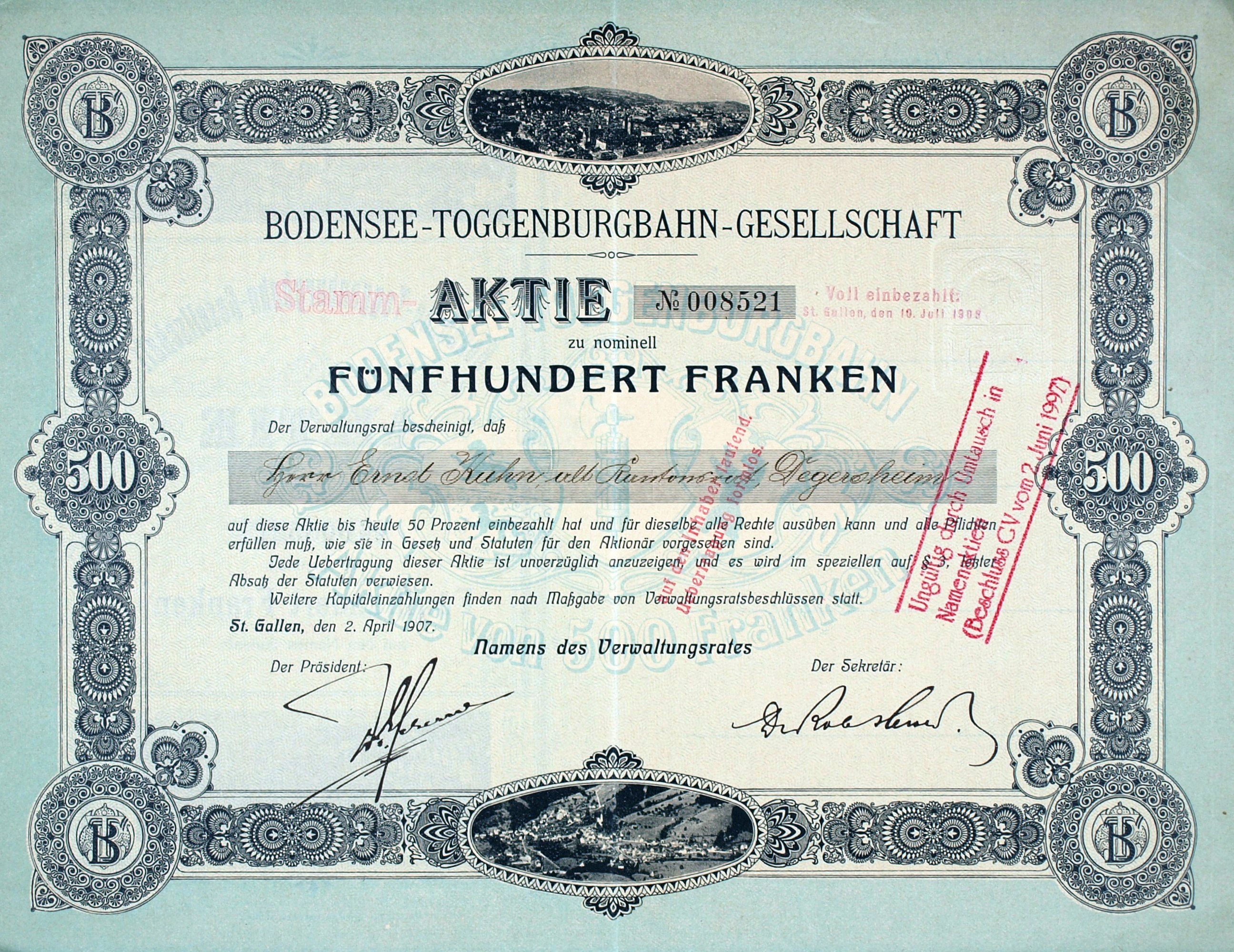
Aktie über 500 Franken der Bodensee-Toggenburgbahn-Gesellschaft vom 2. April 1907

Die ersten Eisenbahnverbindungen in der Ostschweiz folgten den Flusstälern und ergaben damit für Reisen in die im Osten gelegene Kantonshauptstadt St. Gallen zum Teil grosse Umwege. Nachdem mit dem Bau der Appenzeller Bahn (AB) durch die Schweizerische Gesellschaft für Localbahnen aufgezeigt worden war, dass es im hügeligen Gelände der Voralpen mit Schmalspurbahnen möglich ist, zu relativ geringen Kosten eine Erschliessung zu verwirklichen, entstand eine grosse Zahl von Projekten, die Voralpengegend zwischen Bodensee und Zürichsee zu erschliessen. Ein Teil der Projekte sah Strecken im Anschluss an die Appenzeller Bahn vor, andere Projekte entstanden unabhängig von der AB. Die schmalspurige Überschienung von Ricken und Wasserfluh hätte allerdings zu einer kurvenreichen, langsamen Verbindung geführt. Es wurde deshalb gefordert, die wichtige innerkantonale Verbindung zwischen Rapperswil und St. Gallen mit einer Normalspurbahn sicherzustellen. Insbesondere «ennet dem Ricken» baute sich politischer Druck zugunsten des Projekts auf.
Am 17. Mai 1887 beschloss deshalb der sankt-gallische Grosse Rat auf Antrag der Regierung einen Kredit von 7000 Franken für Vorarbeiten für eine Eisenbahnverbindung aus dem Linthgebiet über das Toggenburg nach der Kantonshauptstadt. Das erste Expertengutachten empfahl einen Lückenschluss zwischen Ebnat und Uznach, was aber für die Reise nach St. Gallen immer noch den Umweg über Wil erfordert hätte. Ausgehend von der «Donnerstagsgesellschaft» in Degersheim, bildete sich 1889 ein Initiativkomitee für eine Eisenbahnverbindung St. Gallen–Herisau–Degersheim–Neckerthal–Wattwil–Rapperswil. Führender Kopf war der Degersheimer Stickereifabrikant Isidor Grauer-Frey, der sich auch für eine Fortsetzung über Rapperswil hinaus nach Zug einsetzte, um einen Anschluss an die Gotthardbahn zu verwirklichen. Die mit maximal 50 ‰ Steigung geplante Zürichsee–Gotthardbahn – die spätere Schweizerische Südostbahn (SOB) – schien ihm für das Verkehrsaufkommen einer Hauptbahn ungeeignet. 1889 gewährte der Grosse Rat dem Initiativkomitee einen Beitrag von 5000 Franken, um ein Konzessionsgesuch St. Gallen–Zug einzureichen. Diese Konzession wurde von der Bundesversammlung am 27. Juni 1890 erteilt.
Noch standen 15 Jahre Auseinandersetzungen um die Linienführung bevor, wobei Grauer-Frey sich stets vehement gegen lokale Ansinnen zur Wehr setzte, die Linienführung zwecks besserer lokaler Erschliessung zu verlängern. Er konnte sich nicht vollständig durchsetzen, aber es gelang dennoch eine verhältnismässig direkte Verbindung St. Gallen–Rapperswil zu planen, deren Trassierung einer Hauptbahn entsprach. Zudem konnte der Plan, eine Maximalsteigung von 18 Promille nicht zu überschreiten, eingehalten werden. Dies wurde möglich, nachdem es gelungen war, eine Überschienung des Rickens zu verhindern und stattdessen einen Basistunnel unter dem Ricken vorzusehen.
Ernsthafte Probleme zeigten sich bei der Finanzierung. Nach langwierigen Verhandlungen erklärte sich der Bund bereit – nachdem 1898 entschieden worden war, die grossen Privatbahnen zurückzukaufen und zu verstaatlichen –, durch seine zu gründenden Bundesbahnen die Rickenbahn zu bauen, wenn dafür der Kanton St. Gallen die Toggenburgerbahn Wil–Ebnat zurückkaufe und sie den SBB übergebe. Entsprechende Verträge wurden 1901 noch mit den bald zu verstaatlichenden Vereinigten Schweizerbahnen (VSB) abgeschlossen. Die Bundesversammlung genehmigte am 19. Dezember 1901 diesen Handel und übertrug am 20. Dezember 1901 die Konzession Wattwil–Rapperswil auf die VSB.
Die Fortsetzung Rapperswil–Zug blieb ein unerfüllter Traum von Grauer-Frey. Die Konzession erlosch, nachdem die Bundesversammlung am 22. Dezember 1906 eine weitere Fristverlängerung abgelehnt hatte. Knapp 90 Jahre später sollte dieser Traum mit dem NEAT-Anschlussprojekt «Hirzeltunnel» erneut für kurze Zeit Auftrieb erhalten. Hingegen wurden die von anderen Initianten vorangetriebenen, nachfolgend beschriebenen Projekte St. Gallen–Romanshorn und Ebnat–Nesslau-Neu St. Johann mit der Strecke St. Gallen–Wattwil zu einer Konzession zusammengefasst (Bundesbeschlüsse vom 19. Dezember 1902 und 11. April 1907).

### St. Gallen–Romanshorn und die Verlängerung ins Obertoggenburg
1889 wurde das Projekt einer schmalspurigen Strassenbahn St. Gallen–Wittenbach–Kügeliswinden–Neukirch–Amriswil präsentiert. Arbon versuchte eine Schmalspurbahn über Roggwil nach St. Gallen zu realisieren. Der St. Galler Gemeinderat wollte jedoch eine Normalspurbahn zum Trajekthafen Romanshorn. Damals war Romanshorn ein wichtiger Knotenpunkt im Güterverkehr zwischen der Schweiz und Deutschland. Die Basler Rheinhäfen nahmen erst im Jahre 1922 ihren Betrieb auf. Kohle, Eisen und andere Güter gelangten über Rorschach von Romanshorn nach St. Gallen.
Um die Linienführung wurde heftig gestritten. Das ursprüngliche Projekt sah vom Bahnhof St. Gallen einen 980 Meter langen Tunnel durch den Rosenberg vor. Die Strecke sollte dann der Sitter entlang zum Dorf Wittenbach führen. Man entschied sich dann für die Mitbenutzung der SBB-Strecke von St. Gallen nach St. Fiden, und die SBB bauten den doppelspurigen Rosenbergtunnel an Stelle der einspurigen offenen Linienführung durch die Stadt aus dem Jahr 1856. Grosse Kunstbauten waren mit Ausnahme des Bruggwaldtunnels nicht erforderlich. Am 15. April 1898 erteilte die Bundesversammlung die Konzession.
Als das Projekt der Bodensee–Toggenburg-Bahn öffentlich bekannt war, kämpfte jedes Dorf im st.-gallisch-thurgauischen Grenzgebiet um eine möglichst gute Erschliessung durch die Bahnlinie. Ein Gemeinschaftsbahnhof Muolen-Steinebrunn wurde von der Bevölkerung nicht gutgeheissen und musste fallengelassen werden. Das ursprüngliche Projekt sah bei der Station Egnach die Einmündung in die Seelinie vor. Egnach wollte trotz dem Bahnhof an der Seelinie auch einen eigenen Anschluss an die BT. Schlussendlich konnten sich Neukirch und Egnach auf einen gemeinsamen Bahnhof mit dem entsprechenden Doppelnamen einigen.
Die Stichlinie von Wil nach Ebnat der Toggenburgerbahn wurde bereits 1870 in Betrieb genommen. 1890 liess der St. Galler Regierungsrat das Projekt einer Fortsetzung von Ebnat nach Nesslau ausarbeiten. Am 17. Juni 1898 erteilte die Bundesversammlung die Konzession. Mit einer Statutenänderung wurde am 6. Februar 1909 die Strecke Ebnat-Kappel–Nesslau-Neu St. Johann ein Teil der Bodensee-Toggenburg-Bahn. Kurz vor Baubeginn tauchten Gegenprojekte von schmalspurigen Strassenbahnen auf. 1907 wurden die Pläne einer Bahn von Ebnat nach Unterwasser vorgestellt, 1908 von Wattwil nach Buchs. Weil die BT bereits die Konzession bis Nesslau besass, erteilte die Bundesversammlung am 24. Juni 1910 die Schmalspurbahn-Konzession nur von Nesslau bis Buchs.

### Der Bau

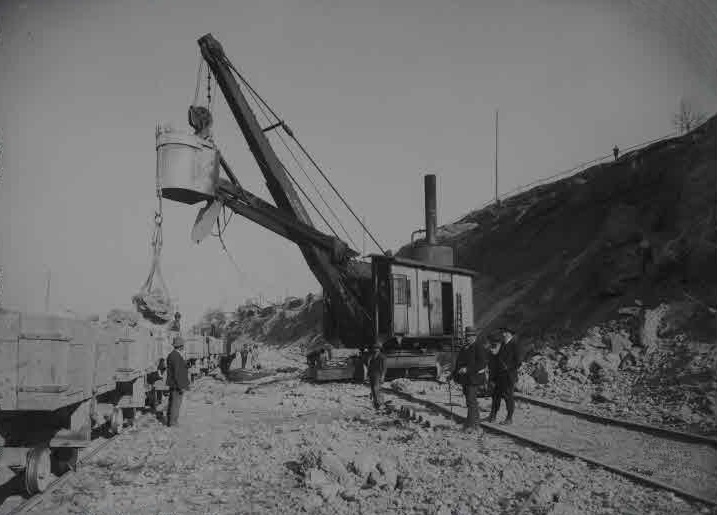
Bagger bei Herisau beim Beladen von Wagen mit Bauschutt. Die Dampfbagger erfüllten die an sie gestellten Erwartungen nicht vollständig.

Am 17. November 1903 begannen die noch jungen Schweizerischen Bundesbahnen (SBB) mit dem Bau des Rickentunnels zwischen Wattwil und Kaltbrunn. Der Durchschlag erfolgte, nach Verzögerungen durch Grubengaserscheinungen, am 30. März 1908.
Am 27. Dezember 1905 wurden in Lichtensteig die ersten Vorarbeiten für den Bau des Wasserfluhtunnels aufgenommen und damit mit dem Bau der BT begonnen. Die ersten Arbeiten am 99 Meter hohen Sitterviadukt erfolgten hingegen erst im Sommer 1908. Die aus Italien und Kroatien kommenden Bauarbeiter waren oft der deutschen Sprache nicht mächtig, und es kam zu Spannungen zwischen der Bevölkerung und den Arbeitern.
Die BT hatte bei ihrem Bau mit zahllosen Schwierigkeiten zu kämpfen, so dass die für den Frühling 1910 geplante Eröffnung um ein halbes Jahr verschoben werden musste. Grosse Auseinandersetzungen hatte die BT mit der Appenzeller Bahn (AB), deren Linie nach St. Gallen Winkeln durch die BT Konkurrenz bekam. Ihre nahe beim Dorf Herisau gelegene Station musste auf Kosten der BT verlegt werden (→ siehe Abschnitt Planung und Bau im Artikel Bahnhof Herisau). Im Bahnhof St. Gallen verweigerten die SBB der BT die Benutzung von Gleis 1, was den Bau einer Brücke über die SBB-Strecke aus Bruggen notwendig machte.
Am 22. Juni 1909 stürzte ein Teil des im Bau befindlichen Bruggwaldtunnels ein, was sieben Todesopfer und einen Streik zur Folge hatte. Die mit der Erstellung des Wasserfluhtunnels beauftragte Firma war von zwei Arbeitsniederlegungen und finanziellen Schwierigkeiten betroffen. Die BT entzog ihr den Auftrag und erstellte den Tunnel, bei dessen Bau sieben Menschen ums Leben kamen, in Eigenregie fertig. Starke und anhaltende Regenfälle führten zu Dutzenden von Erdrutschen, deren Instandsetzung viele Mühen und Kosten verursachten. Der seitlich wegrutschende Hohenbühldamm bei Roggwil-Berg war erst wenige Wochen vor der Streckeneröffnung befahrbar.
Siehe auch: Abschnitte «Bau» in den Artikeln Wasserfluhtunnel, Sitterviadukt (Südostbahn) und Bruggwaldtunnel

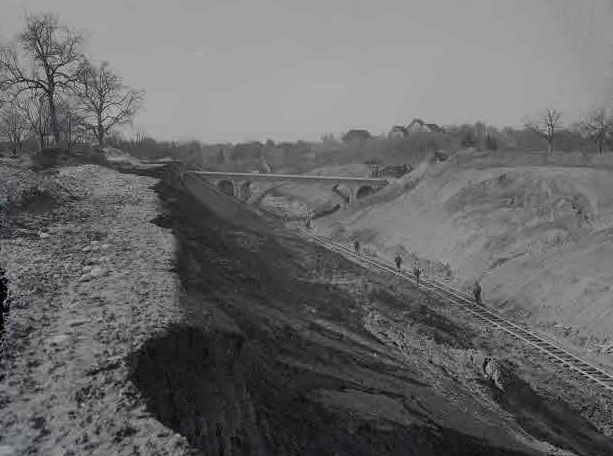
Einschnitt zwischen Neukirch-Egnach und Steinebrunn. Wegen Rutschungen mussten die Böschungen abgeflacht werden.
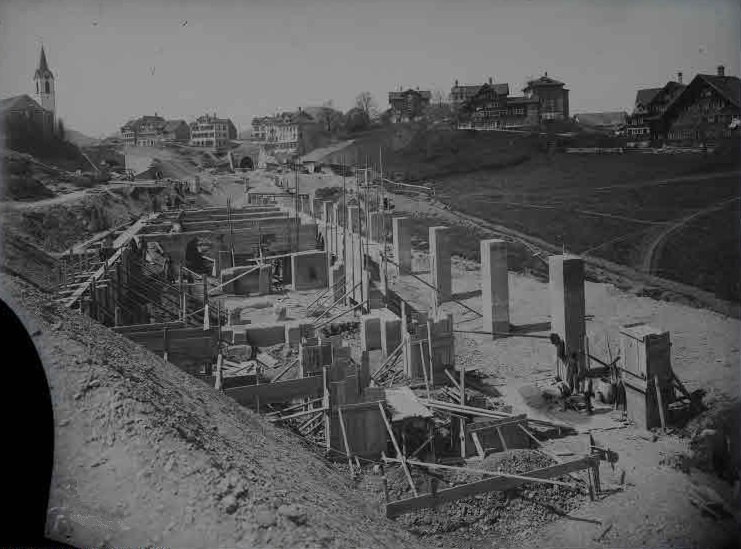
Errichtung des Fundaments des Bahnhofs Herisau, im Hintergrund das Dorf Herisau mit der Kirche.
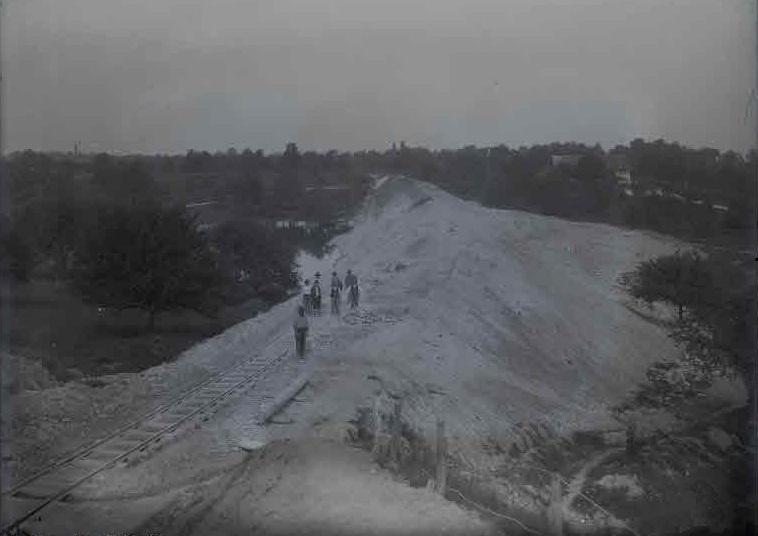
Ein besonderes Sorgenkind war der Hohenbühldamm bei Roggwil-Berg, der seitlich wegrutschte
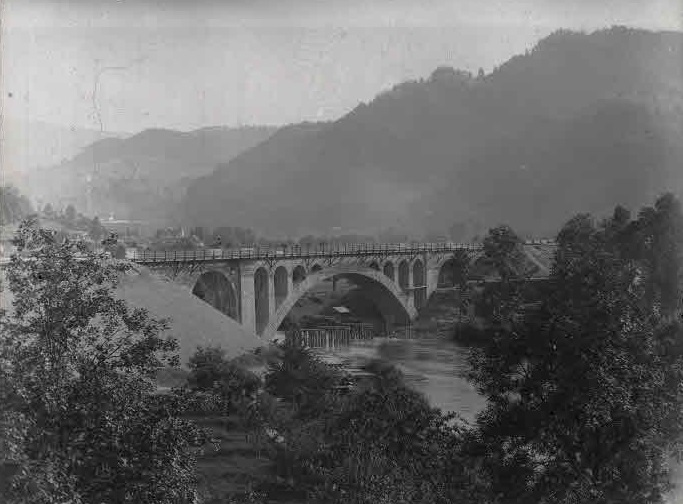
Mit einer Länge von 84 Metern war der Thurviadukt I zwischen Krummenau und Nesslau das bedeutendste Bauwerk der BT im Obertoggenburg

### Eröffnung
Am 1. Oktober 1910 konnten die Strecken Romanshorn–St. Gallen St. Fiden und St. Gallen–Wattwil zusammen mit der Rickenbahn Wattwil–Uznach feierlich eröffnet werden. Der Eröffnungszug war aus Rollmaterial der BT und SBB zusammengestellt. Am 3. Oktober 1910 wurde der fahrplanmässige Verkehr aufgenommen.

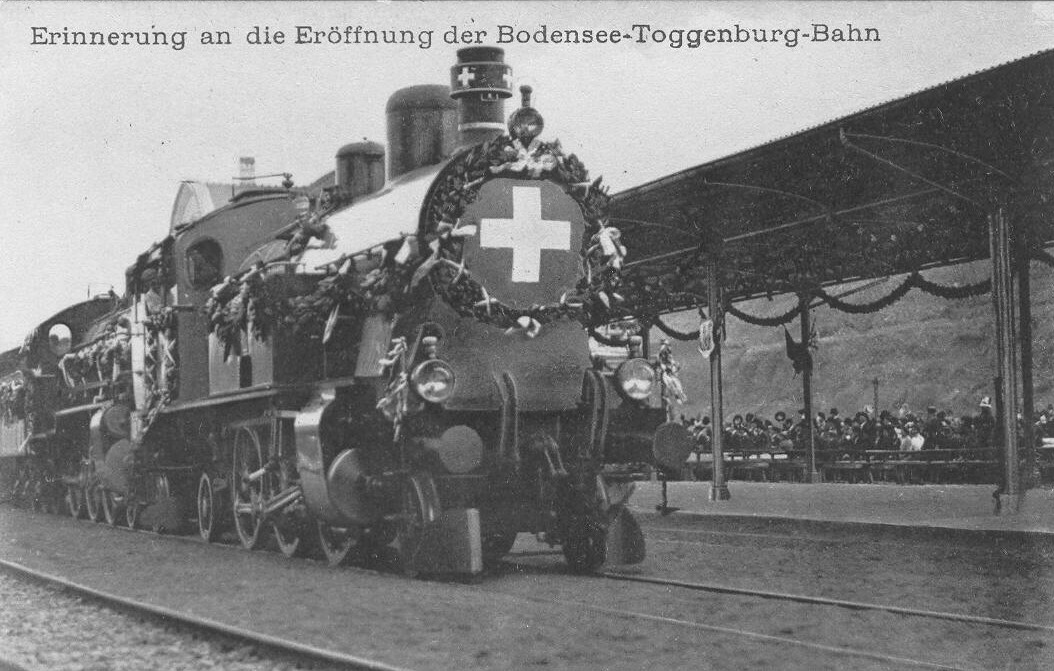
Eröffnungszug der BT und der Rickenbahn in Herisau am 1. Oktober 1910. An der Spitze eine BT Eb 3/5, dahinter eine SBB A 3/5 603–616.
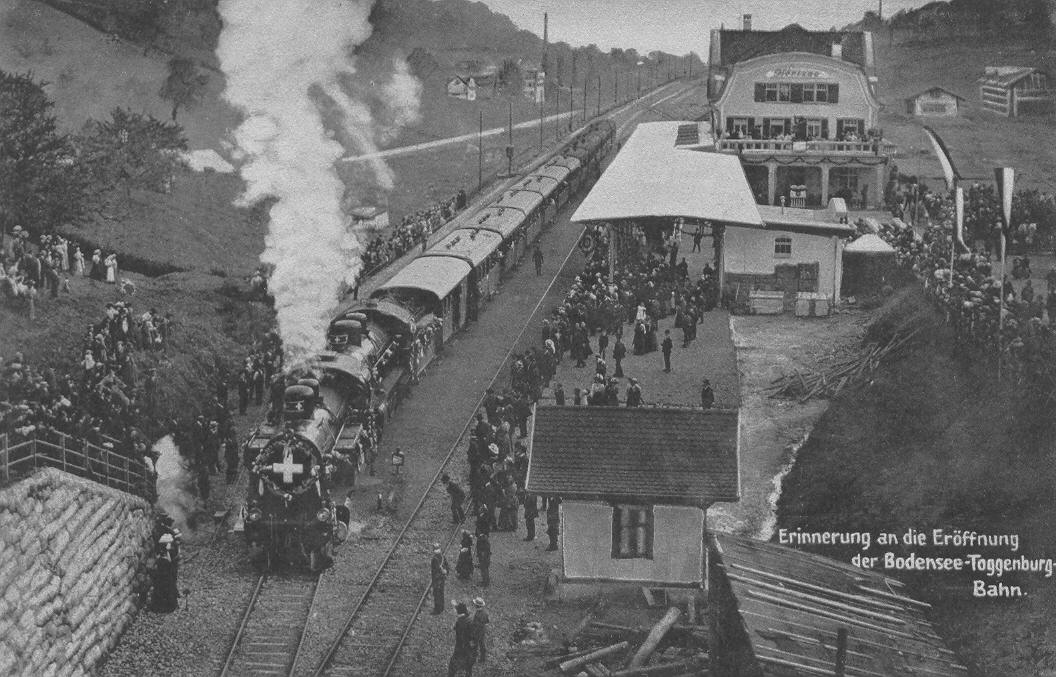
Eröffnungszug in Herisau. Hinter den Loks ein Gepäckwagen, dann sechs Personenwagen der BT und sechs Personenwagen der SBB.
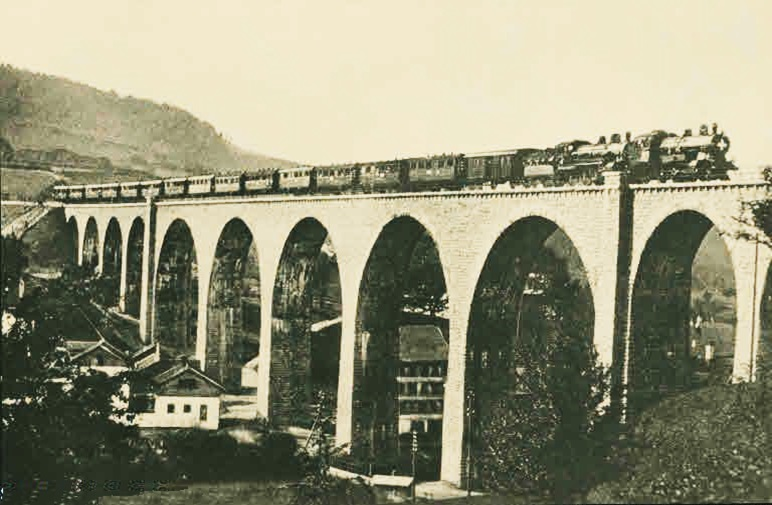
BT-Eröffnungszug mit eigenen und SBB-Personenwagen auf dem Glatttal-Viadukt bei Herisau
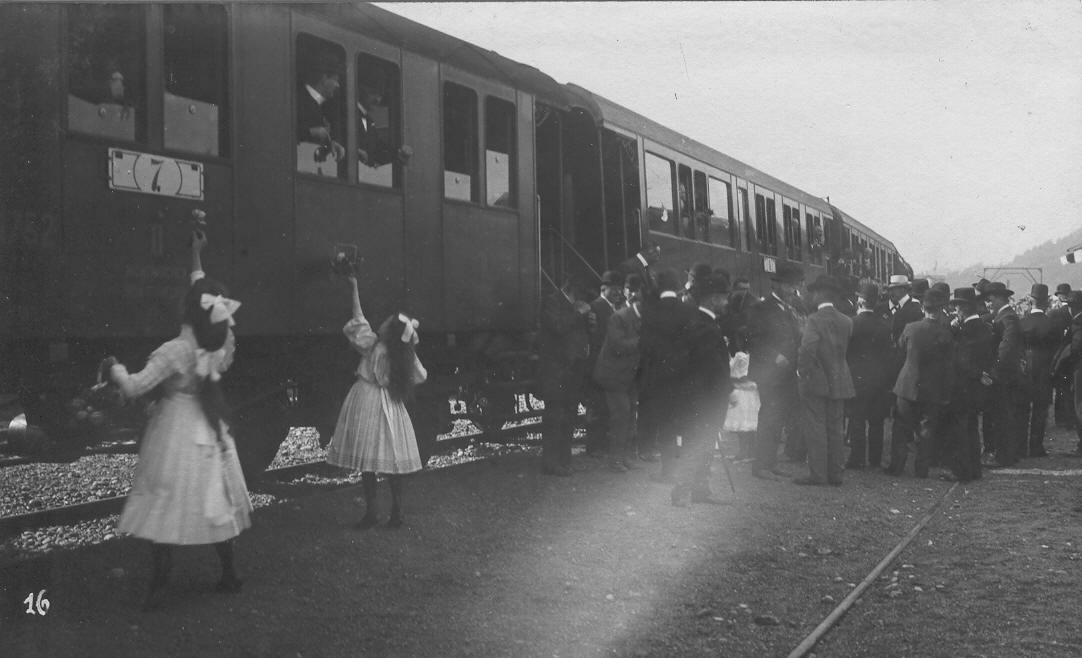
Eröffnungszug in Degersheim. Wagen 6 ist einer der BT AB 51–56, Wagen 7 der SBB AB 1752 von 1904 (1925 zum C 6839 umgebaut).

Die als Verlängerung der Toggenburgerbahn konzipierte Strecke Ebnat-Kappel–Nesslau wurde erst am 30. September 1912 eröffnet. Am 1. Oktober 1912 wurde der Betrieb auf der 7,6 Kilometer langen Strecke aufgenommen. Sie überwindet einen Höhenunterschied von 119 Metern. Es war der Bau dreier Tunnels und mehrerer Brücken notwendig.

### Stationsgebäude

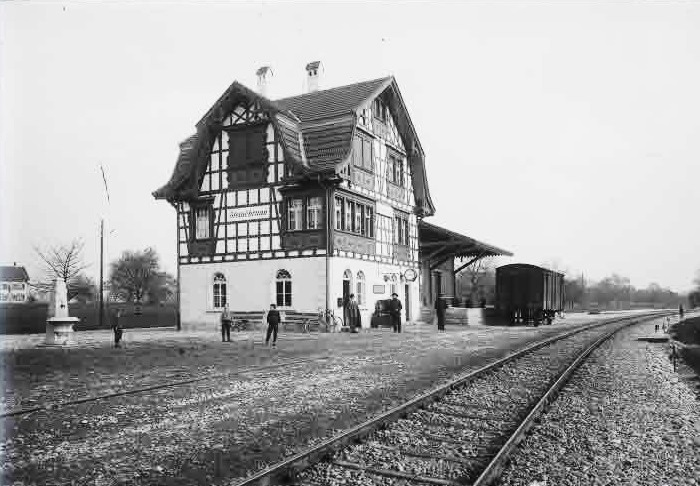
Steinebrunn mit Mansardendach

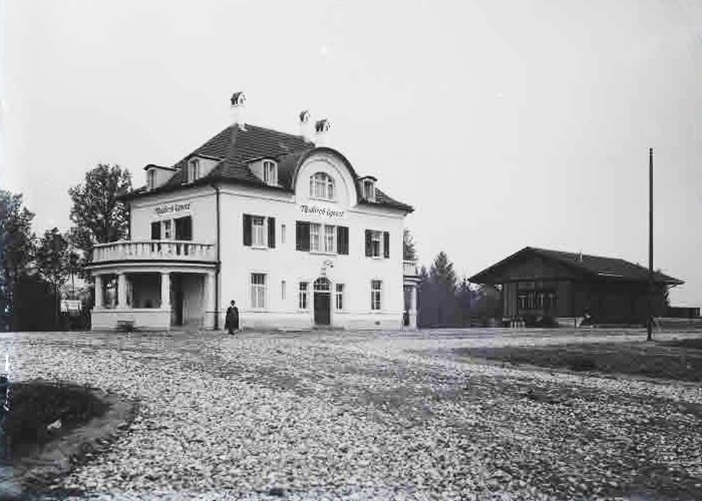
Neukirch-Egnach, angelehnt an Landhaus aus dem 18. Jahrhundert

Beim Bau der BT wurden die Aufnahmegebäude nicht als standardisierte Typen erstellt, sondern wie bei der Rhätischen Bahn versuchte man sich an die in der Gegend üblichen Bauformen anzupassen. Gebaut wurden die Stationsgebäude der BT und der Gemeinschaftsbahnhof in Lichtensteig nach Skizzen des St. Galler Architekten Salomon Schlatter.
Die Stationsgebäude in Wittenbach, Häggenschwil, Muolen und Steinebrunn lehnen sich an das Thurgauer Riegelhaus an. Die Gebäude in Wittenbach und Steinebrunn zeichnen sich durch Mansardendach und gekuppelte Fenster aus, die in Häggenschwil und Muolen haben regelmässig verteilte Fenster mit Schlagläden. Mogelsberg und Brunnadern erhielten einen ans Toggenburgerhaus angelehnten Ständerbau, Schachen im Kanton Appenzell einen in jener Gegend typischen Schindelschirm.
Die Bahnhöfe Roggwil-Berg und Neukirch-Egnach zeigen Ähnlichkeiten mit den Landhäusern, die sich reiche St. Galler und Konstanzer Bürger im 18. Jahrhundert gebaut haben. Die grösseren Stationen Haggen, Herisau und Degersheim sind verwandt mit den in der Gegend zu findenden Fabrikantenhäusern.

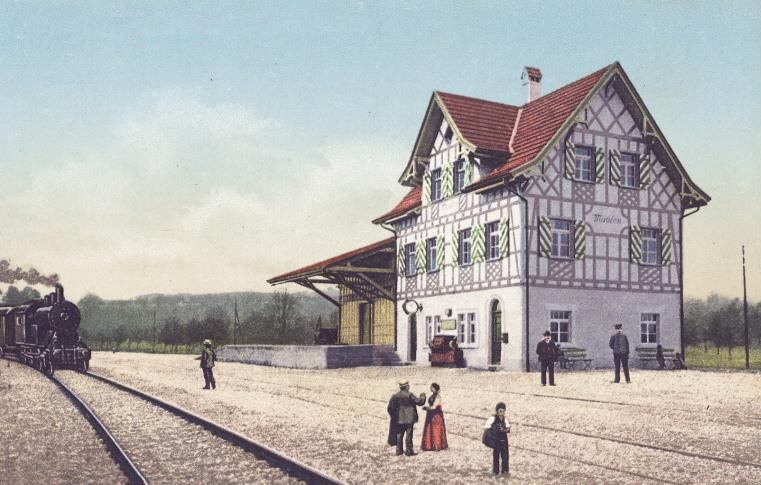
Station Muolen als Riegelbau
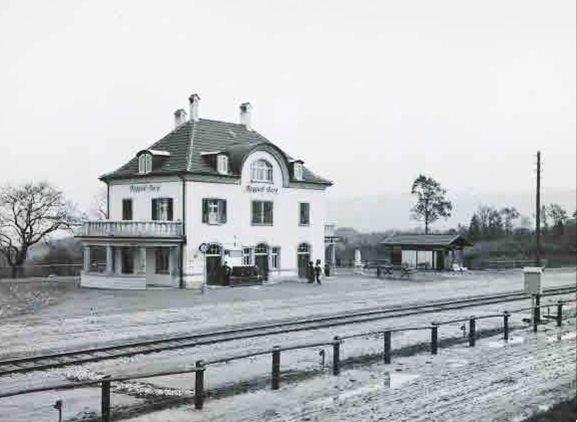
Aufnahmegebäude Roggwil-Berg
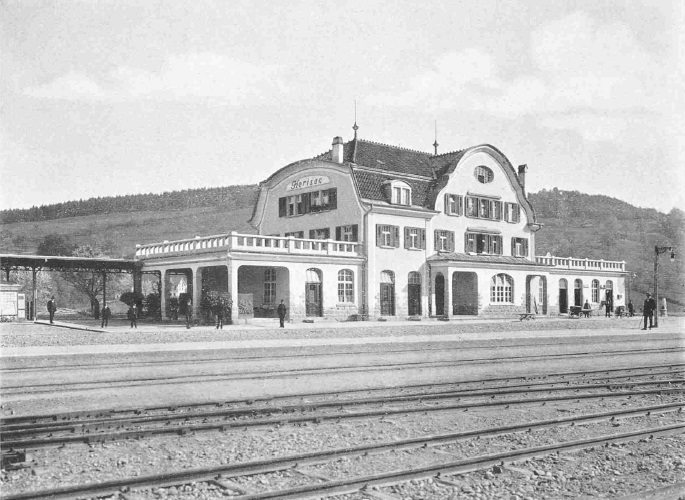
Bahnhof Herisau um 1910
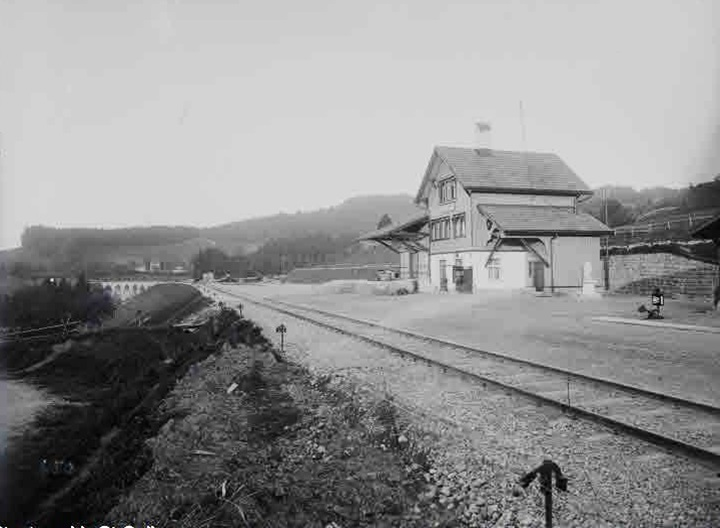
Schachen im Kanton Appenzell AR
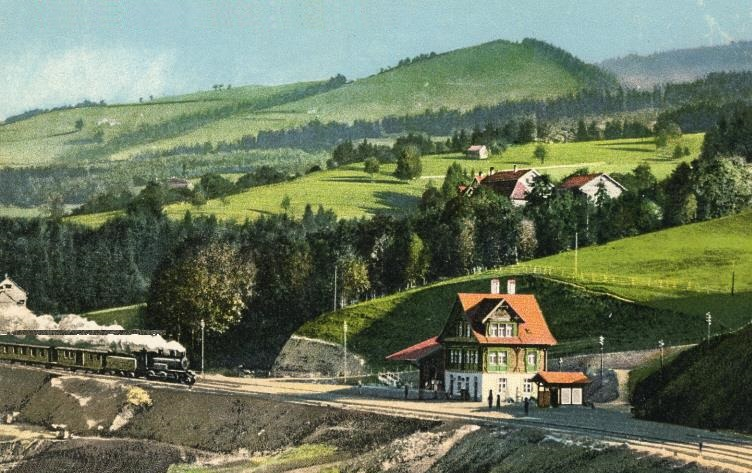
Mogelsberg im Toggenburg
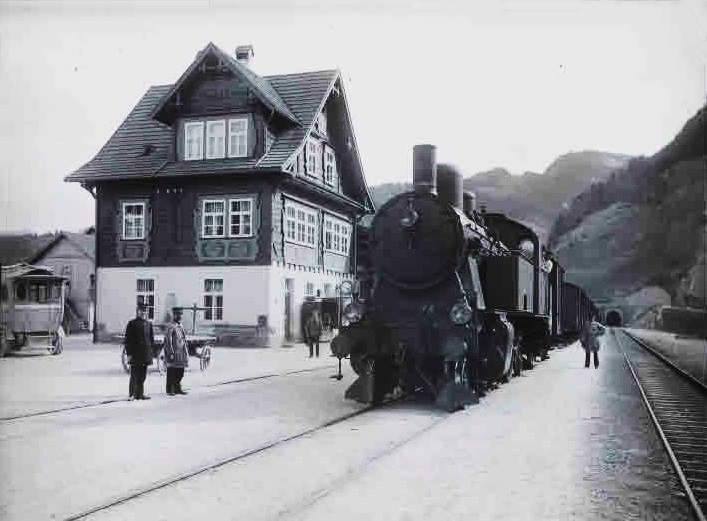
Brunnadern mit Güterzug, links Postkutsche nach St. Peterzell
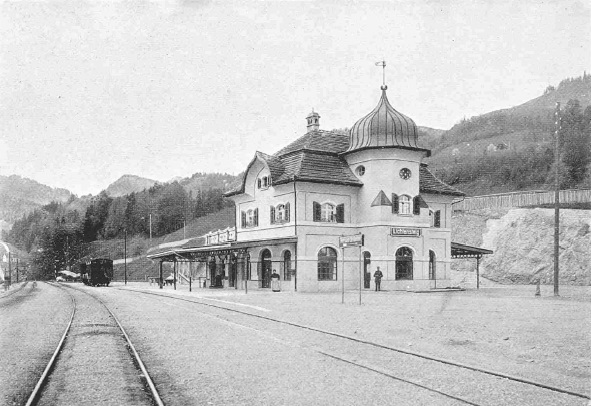
Keilbahnhof Lichtensteig; links Gleis der BT, rechts (verdeckt) der SBB
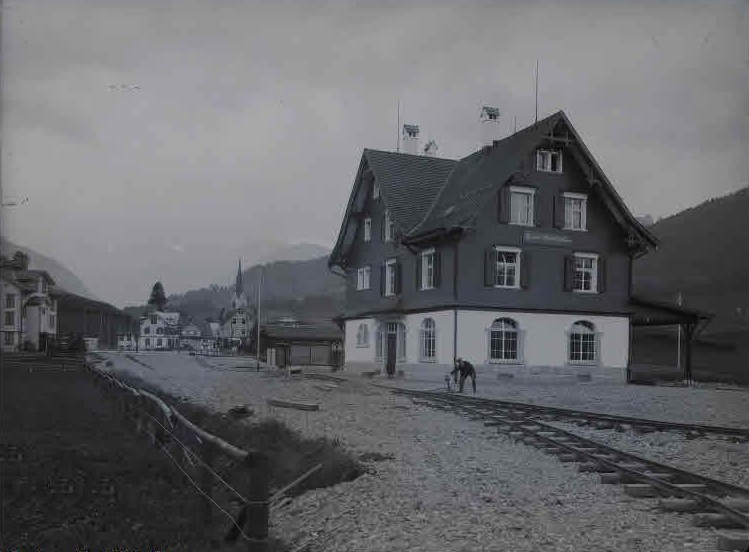
Stationsgebäude Nesslau-Neu St. Johann nach der Fertigstellung

### Betrieb durch die SBB

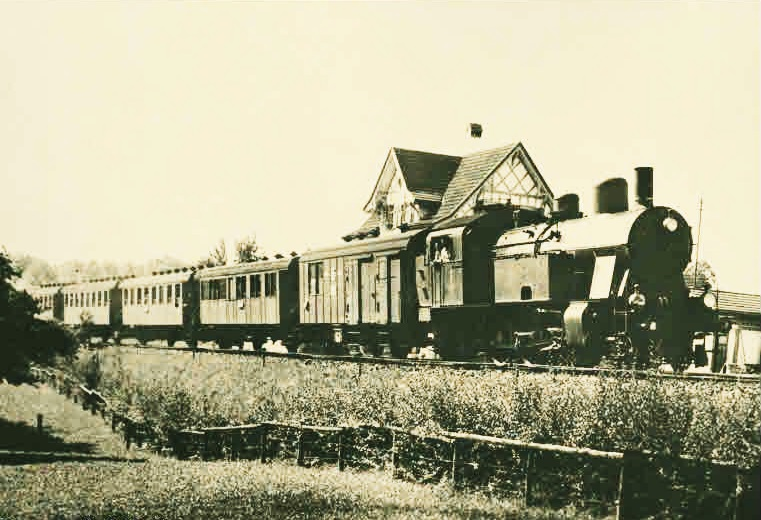
In den ersten Jahren wurde der Betrieb durch die SBB geführt. Zug mit Eb 3/5 6 in Muolen.

Die BT hatte zwar eigenes Rollmaterial beschafft, schloss aber mit den SBB einen Betriebsvertrag ab, weil man sich dadurch finanzielle Einsparungen erhoffte. Eine Überprüfung im Jahre 1915 ergab allerdings für einen Eigenbetrieb geringere Kosten. Die mit den SBB aufgenommenen Verhandlungen führten bald zu einer Einigung, wobei die SBB vorschlugen, den durchgehenden Betrieb Romanshorn–Rapperswil und Wil–Nesslau beizubehalten und dabei Material und Personal der beiden Bahnen im Naturalausgleich einzusetzen. Auf den 1. Mai 1917 ging die BT zum Eigenbetrieb über. Dafür wurden in Herisau die notwendigen Anlagen für den Fahrzeugunterhalt gebaut.

### Verlängerung ins Rheintal
1910 wurde die Konzession erteilt für eine 27 Kilometer lange Schmalspurbahn von Wattwil oder Nesslau über Wildhaus nach Buchs. Steilere Abschnitte wären mit Zahnstange überwunden worden. Die Strecke wäre, mit Ausnahme einer Wendeschleife am Gamserberg, weitgehend entlang der bestehenden Staatsstrasse verlaufen. Die Station Wildhaus war 60 Meter unterhalb des Dorfes vorgesehen. Ähnlich wie bei der damals schon bestehenden Maggiatalbahn sollten fünf Motorwagen und eine Güterlokomotive mit 10'000 Volt Einphasen-Wechselstrom verkehren.
Die Eröffnung der Postautolinie von Nesslau nach Wildhaus am 1. Mai 1918 führte zu einer deutlichen Verkehrszunahme auf der Bahnstrecke nach Nesslau.
Kaum war der Erste Weltkrieg vorbei, tauchte das Projekt der Toggenburg-Werdenberg-Bahn (TWB) auf, einer elektrischen Meterspurbahn Nesslau–Wildhaus–Buchs. Mit 65 Promille Steigung und 60 bis 70 Metern Kurvenradius hätte die Linienführung auf der Westseite keine grossen Schwierigkeiten bereitet. Der Scheitelpunkt war wiederum in Wildhaus, genau in der Mitte der 32 Kilometer langen Strecke, vorgesehen. Die Fahrt auf der Ostrampe von Wildhaus über Gamserberg nach Gams wäre durch einen Kehrtunnel erfolgt. Die Strecke Gams–Buchs war als Strassenbahn vorgesehen. Die Kosten waren mit beachtlichen 9,5 Millionen Franken veranschlagt.
1944 reichte die BT ein Gesuch zu einer 15,1 Kilometer langen Verlängerung ihrer Strecke nach Wildhaus ein. Die maximale Steigung hätte 50 Promille betragen. Nebst vier Tunnels waren Stationen in Stein, Alt St. Johann, Unterwasser und Wildhaus vorgesehen. Das als Arbeitsbeschaffungsmassnahme vorgesehene Projekt wurde nicht realisiert, weil nach dem Krieg eine Arbeitslosigkeit ausblieb.

### Thermischer Betrieb

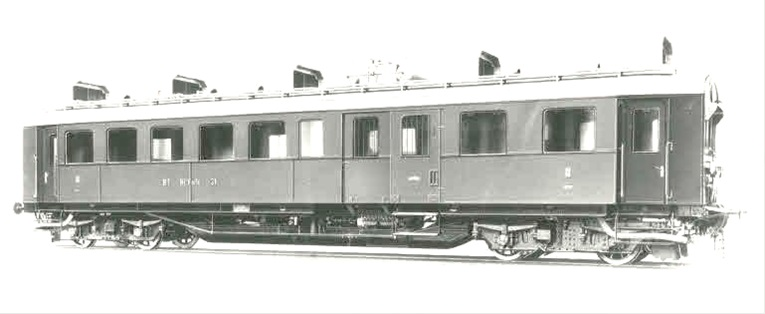
Benzintriebwagen BCFm 2/4 für schwach besetzte Züge.

1926 wurden zwei Benzintriebwagen BCFm 2/4 an die BT abgeliefert, die eine Reduktion der Betriebskosten einiger Vorortszüge und die Führung zusätzlicher Züge erlaubten. Da sich das Konzept des «Leichtbetriebs» bewährte, wurden auf die Elektrifizierung hin nicht nur Lokomotiven, sondern auch Triebwagen beschafft. Die beiden Benzintriebwagen wurden demotorisiert und dienten künftig als Triebwagenanhänger. Dass sie nicht als fahrleitungsunabhängige Reserve behalten wurden, wie etwa die Dieseltriebwagen der Appenzeller Bahn, weist darauf hin, dass der Antrieb nicht vollauf befriedigte.

### Elektrifizierung
Die Elektrifizierung war schon beim Bau ein Thema, doch wandten sich die SBB dagegen. In technischer Hinsicht war damals noch vieles im Ungewissen, und man erkannte keine Kosteneinsparung gegenüber dem Dampfbetrieb. Der Erste Weltkrieg mit steigenden Kohlepreisen änderte diese Sichtweise rasch. Am 18. Oktober 1920 beschloss der Verwaltungsrat der BT die Elektrifizierung der Strecke St. Gallen–Wattwil–Nesslau, sistierte diesen Beschluss aber bereits ein Jahr später wieder, nachdem sich die Kohlepreise schnell wieder normalisiert hatten.
Am 4. Oktober 1926 kam es zum Eisenbahnunfall im Rickentunnel (Kohlenmonoxidvergiftung des Zugpersonals eines steckengebliebenen Güterzuges), welches die SBB bewog, den Tunnel umgehend zu elektrifizieren.
Dadurch war ab dem 15. Mai 1927 kein durchgehender Dampfbetrieb nach Rapperswil mehr möglich, worauf der Verwaltungsrat der BT am 12. April 1930 beschloss, die BT-Strecken vollumfänglich zu elektrifizieren. Bund und Kantone (unter Einbezug der Gemeinden) gewährten der BT ein Elektrifizierungsdarlehen von 3,9 Mio. Franken. Damit eine durchgehende Elektrifizierung möglich wurde, musste die BT die Strecke Wattwil–Ebnat-Kappel von den SBB in Pacht nehmen, da die SBB damals nicht vorhatten, die Toggenburgerbahn in absehbarer Zeit zu elektrifizieren – dies sollte erst während des Zweiten Weltkrieges geschehen.

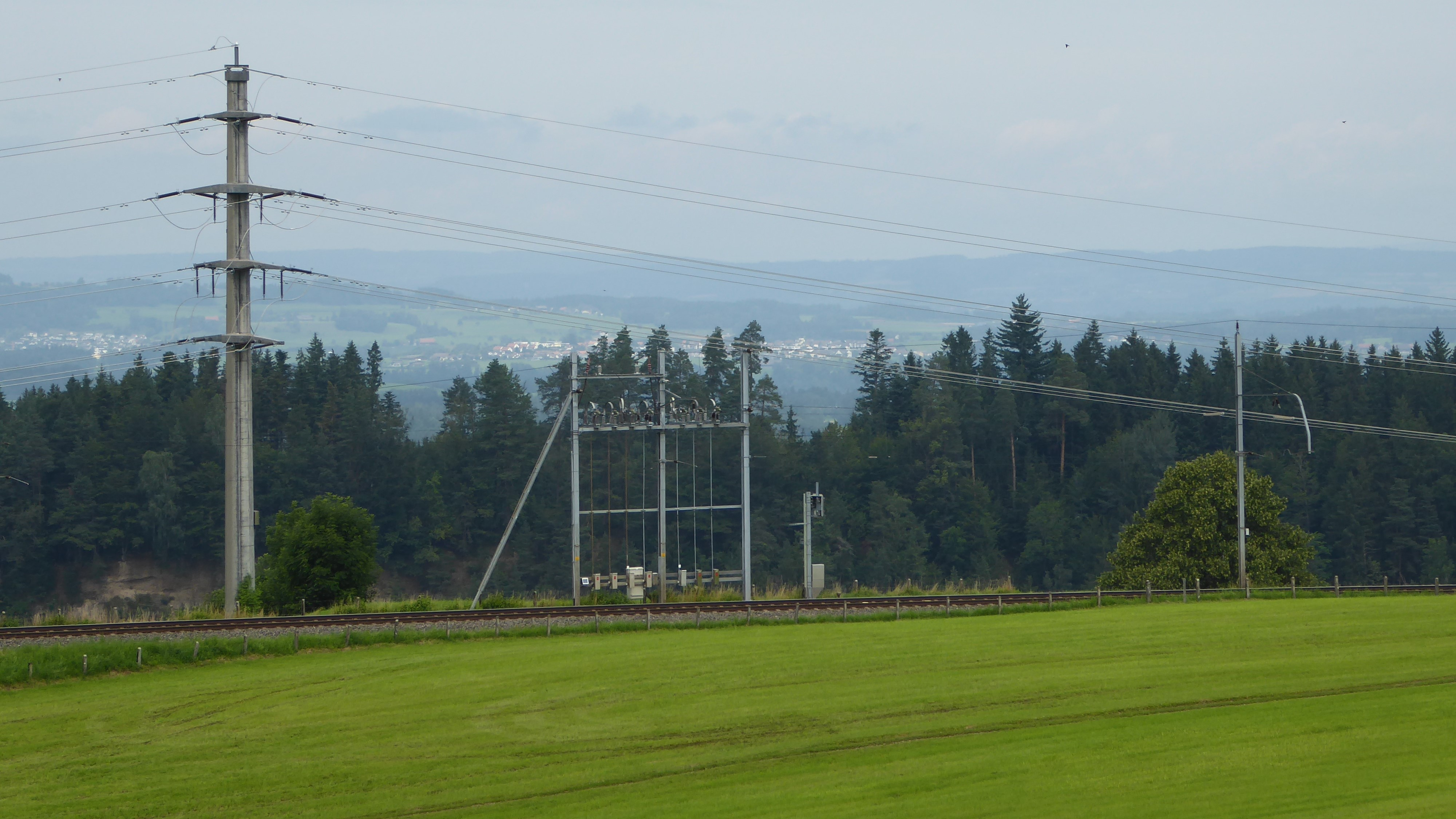
Bei Schachen wird SBB-Strom vom Unterwerk Gossau in die BT-Strecke eingespeist

Ab dem 4. Oktober 1931 konnte die Strecke St. Gallen–Nesslau und ab dem 24. Januar 1932 die Strecke Romanshorn–St. Gallen elektrisch befahren werden. Als Fahrleitung kam eine windschiefe Kettenaufhängung mit automatischer Nachspannung zur Anwendung. Der Strom wird von den SBB bezogen. Die Einspeisung erfolgt im Bahnhof St. Gallen St. Fiden, vom Unterwerk Gossau SG aus bei Kilometer 32,350 bei Schachen und in Ebnat-Kappel. In den Bahnhöfen Romanshorn und Wattwil sind Notspeisungen vorhanden.

### Zusammenarbeit mit der SOB
Mit der Aufnahme des elektrischen Betriebs auf der Südostbahn (SOB) im Jahre 1939 eröffneten sich neue Möglichkeiten der Zusammenarbeit. 1940 wurden direkte Züge St. Gallen–Arth-Goldau eingeführt, von denen einige ab 1945 sonntags, ab 1947 dann täglich bis Luzern verlängert wurden. Damit war die Direkte Linie Nordostschweiz–Zentralschweiz geboren, die heute als Voralpenexpress vermarktet wird.
Bei Aufnahme des elektrischen Betriebs waren die Triebfahrzeuge der SOB noch nicht abgeliefert, daher halfen vorerst BT und SBB gemeinsam mit Lokomotiven und Triebwagen aus.
Schon 1955 kam erstmals die Idee auf, den Zugsförderungsdienst und die Werkstätten zusammenzulegen. Das Vorhaben scheiterte allerdings, und die enge Zusammenarbeit beim Angebot durchgehender Züge fand in anderen Bereichen keine Entsprechung.

### Entwicklung zur modernen Privatbahn

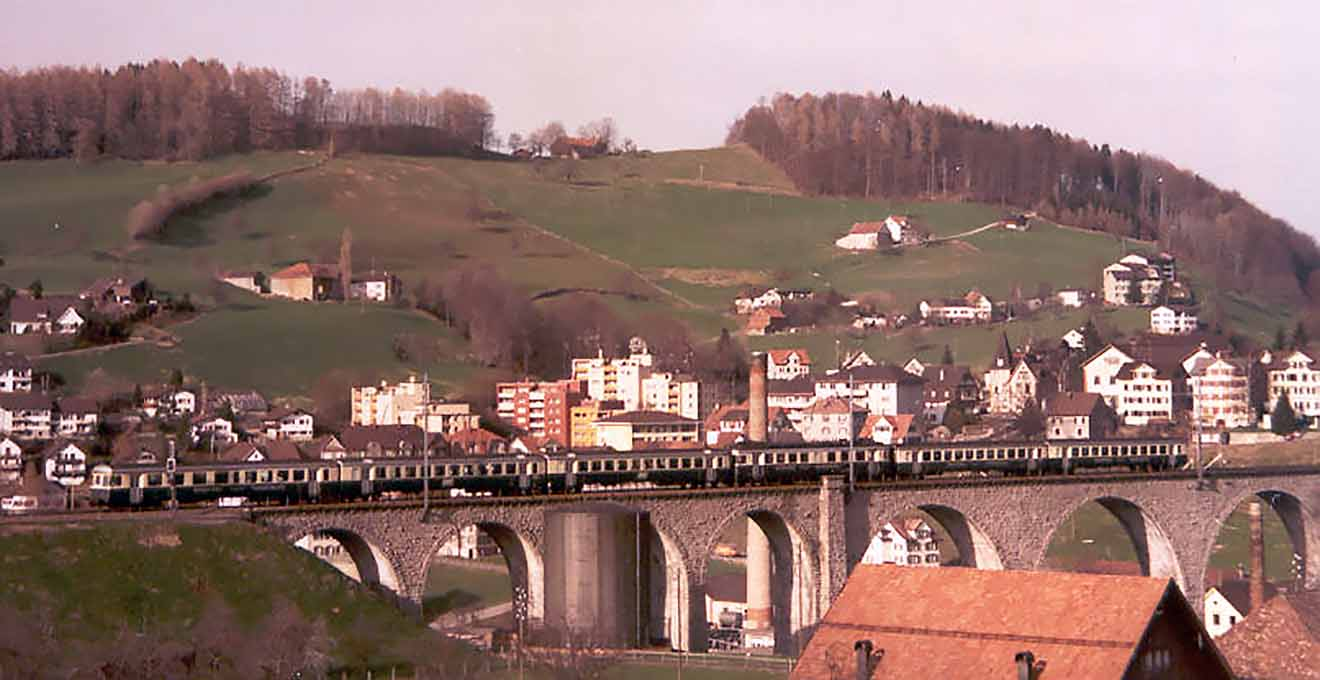
Vierteiliger Pendelzug mit BDe 4/4 51–53 und zwei Verstärkungswagen auf dem Glatttal-Viadukt bei Herisau

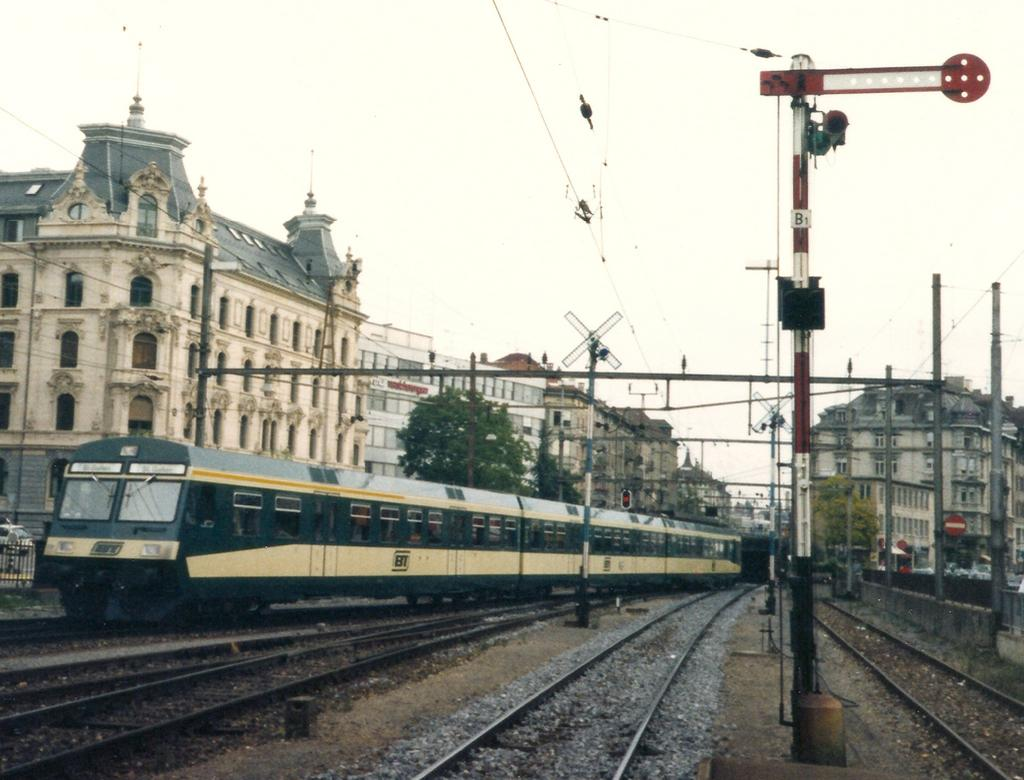
Pendelzug mit RBDe 4/4 76 bei der Fahrt aus dem Rosenbergtunnel in den Bahnhof St. Gallen

Abgesehen von der Elektrifizierung änderte sich der Zustand der BT während der ersten vierzig Jahre nur wenig. Die grosszügige Linienführung im voralpinen Gelände führte zu einer Schuldenlast, deren Verzinsung eine enorme Belastung war. In den 1930er-Jahren verschlechterte sich die finanzielle Lage so sehr, dass 1942/43 auf Kosten des Bundes und der Kantone St. Gallen und Thurgau eine Teilsanierung notwendig wurde. Erst mit dem 1958 vom Bund in Kraft gesetzten neuen Eisenbahngesetz war der Weg frei zur umfassenden Erneuerung von Infrastruktur und Fahrzeugpark.
Bereits zwischen 1954 und 1956 rüstete die BT ihre Strecken mit Streckenblock aus. Sie verwendete dazu die Eigenentwicklung «Teleblock», die dank der Verwendung von Telefonrelais kostengünstiger war als die üblichen Systeme. Zu ihrem fünfzigjährigen Jubiläum konnte die BT einen Pendelzug mit dem Triebwagen BDe 4/4 Nr. 50 in Betrieb nehmen. Dieser Zug war mit Röhrenbeleuchtung, Gummiwulstübergängen und  eingebautem Zugschlusssignal ausgestattet. In der eigenen Werkstätte entstanden die beiden Vorortspendelzüge BDe 2/4 + ABt, die 1961 und 1965 in Betrieb genommen wurden.
Mit einem ersten Investitionsprogramm wurde der Fahrzeugpark 1966–1968 mit drei weiteren BDe-4/4-Pendelzügen und zwölf Einheitswagen I erweitert und die mechanischen Stellwerke durch Relaisstellwerke ersetzt. Ein zweites umfasste die Erweiterung der gesamten Infrastruktur. Der Schwerpunkt lag dabei 1973–1982 auf dem Ausbau des Abschnitts Wittenbach–St. Gallen–Herisau–Degersheim zur modernen Vorortstrecke mit kundenfreundlichen Bahnhofanlagen. In einem dritten Schritt wurden 1982 sechs dreiteilige  phasenanschnittgesteuerte Pendelzüge RBDe 4/4 + B + ABt beschafft, die im Regionalverkehr eingesetzt wurden. Das vierte Investitionsprogramm ermöglichte 1987/88 die Anschaffung von sechs Lokomotiven Re 4/4. Es handelte sich um die weltweit ersten Umrichter-Streckenlokomotiven mit Drehstrom-Asynchronmotoren und abschaltbaren Thyristoren. 1989 konnte am Gübsensee der erste Doppelspurabschnitt eröffnet werden, der den Halbstundentakt zwischen St. Gallen und Wattwil ermöglichte.
Siehe auch: Abschnitt Rollmaterial

### Das «Ende» der BT
Unter neuer Führung und in einem veränderten bahnpolitischen Umfeld wurden in den 1990er-Jahren dann doch wieder Gespräche über eine engere Zusammenarbeit zwischen BT und SOB aufgenommen, die mit der rückwirkenden Fusion auf den 1. Januar 2001 zur neuen Schweizerischen Südostbahn mit Sitz in St. Gallen endeten.
Die BT wies mit Ausnahme der Bern-Lötschberg-Simplon-Bahn (BLS) die grösste Anzahl Kunstbauten je Kilometer Eigentumslänge von allen schweizerischen Eisenbahnen auf. Die grosse Zahl der Tunnels und Brücken führte zu hohen Bau- und Unterhaltskosten.

## Streckenverlauf

### Romanshorn – St. Gallen
Vom Bahnhof Romanshorn am Bodenseeufer aus steigt die Bahnstrecke Richtung Südosten, zunächst gebündelt mit der SBB-Seelinie bis Romanshorn-Süd, im eiszeitlich vom Rheingletscher ausgehobelten Bodenseebecken unter Formung einer weiten, flachen Schleife bei Muolen in Richtung Wittenbach (etwa 200 Höhenmeter über dem Bodensee). Durch den Bruggwaldtunnel gelangt die Linie nun in das Galgentobel und wird mit der Bahnstrecke Rorschach–St. Gallen bis zum Bahnhof St. Gallen gebündelt.

### St. Gallen – Wattwil
St. Gallen wird südlich, aber zunächst parallel zur Bahnstrecke St. Gallen–Winterthur südwestwärts verlassen, wobei die SOB alsbald an Höhe gewinnt und die Sitterschlucht im gleichnamigen imposanten Sitterviadukt Richtung Herisau überbrückt und dabei noch den Gübsensee passiert. In Herisau wird die Glatt mit einem ansehnlichen Viadukt gequert, und hoch über dem Talgrund, den Bergrücken der Ruine Rosenberg umfahrend, gelangt man südwestwärts an die östliche Talflanke des Wissbachs. Nach dessen Querung und Unterfahrung eines Bergrückens im Bühlbergtunnel ist mit Degersheim der Kulminationspunkt der Strecke auf knapp 800 m ü. M. erreicht. Bis Mogelsberg wird nun am südlichen Talhang dem Aachbach gefolgt und dann südwärts ins Neckertal eingebogen. Bei Brunnadern durchstösst die Bahnlinie im Wasserfluhtunnel den Rücken zum Thurtal und erreicht nach kurzem Verlauf am Talboden Wattwil. Hier mündete bereits wenige Kilometer vorher in Lichtensteig die Toggenburgerbahn ein. Weiter führt dann einerseits die Bahnstrecke nach Uznach durch den Rickentunnel, andererseits im Tal nach dem Bahnhof Nesslau-Neu St. Johann.

## Bauwerke

### Tunnels
Die Strecken der BT umfassten 17 Tunnels mit einer Gesamtlänge von 6,927 km, wovon der Bruggwald- und der Wasserfluhtunnel länger als 1 Kilometer sind. Somit lagen 12,45 % der Eigentumslänge unter Tag.
| Name                        | Streckenabschnitt                 | Länge  | Bemerkung                            |
| --------------------------- | --------------------------------- | ------ | ------------------------------------ |
| Bruggwald                   | Wittenbach–St. Gallen St. Fiden   | 1731 m |                                      |
| Galgentobel                 | Wittenbach–St. Gallen St. Fiden   | 96 m   |                                      |
| Sturzenegg                  | St. Gallen Haggen–Herisau         | 247 m  |                                      |
| Hölzli                      | St. Gallen Haggen–Herisau         | 73 m   | 1988 abgebrochen (Ausbau Doppelspur) |
| Heinrichsbad                | St. Gallen Haggen–Herisau         | 27 m   |                                      |
| Thal                        | St. Gallen Haggen–Herisau         | 163 m  |                                      |
| Mühlebühl                   | Herisau–Schachen BT               | 90 m   |                                      |
| Bühlberg                    | Schachen BT–Degersheim            | 366 m  |                                      |
| Aesch                       | Degersheim–Mogelsberg             | 92 m   |                                      |
| Neuhaus                     | Mogelsberg–Brunnadern-Neckertal   | 72 m   |                                      |
| Russen                      | Mogelsberg–Brunnadern-Neckertal   | 70 m   |                                      |
| Schoren                     | Mogelsberg–Brunnadern-Neckertal   | 141 m  |                                      |
| Wasserfluh                  | Brunnadern-Neckertal–Lichtensteig | 3556 m |                                      |
| Lichtensteig Kantonsstrasse | Brunnadern-Neckertal–Lichtensteig | 39 m   |                                      |
| D’um-D’um                   | Ebnat-Kappel–Krummenau            | 25 m   |                                      |
| Horben                      | Ebnat-Kappel–Krummenau            | 93 m   |                                      |
| Trempel                     | Ebnat-Kappel–Krummenau            | 46 m   |                                      |

### Brücken

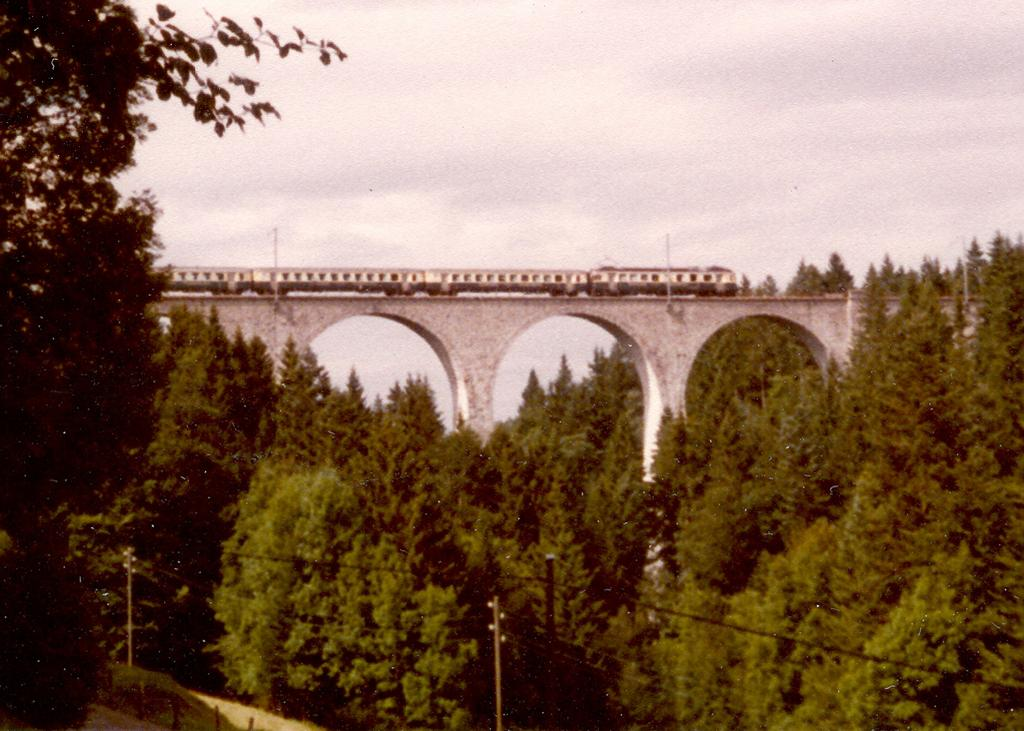
Pendelzug mit BDe 4/4 auf dem Weissenbach-Viadukt bei Degersheim

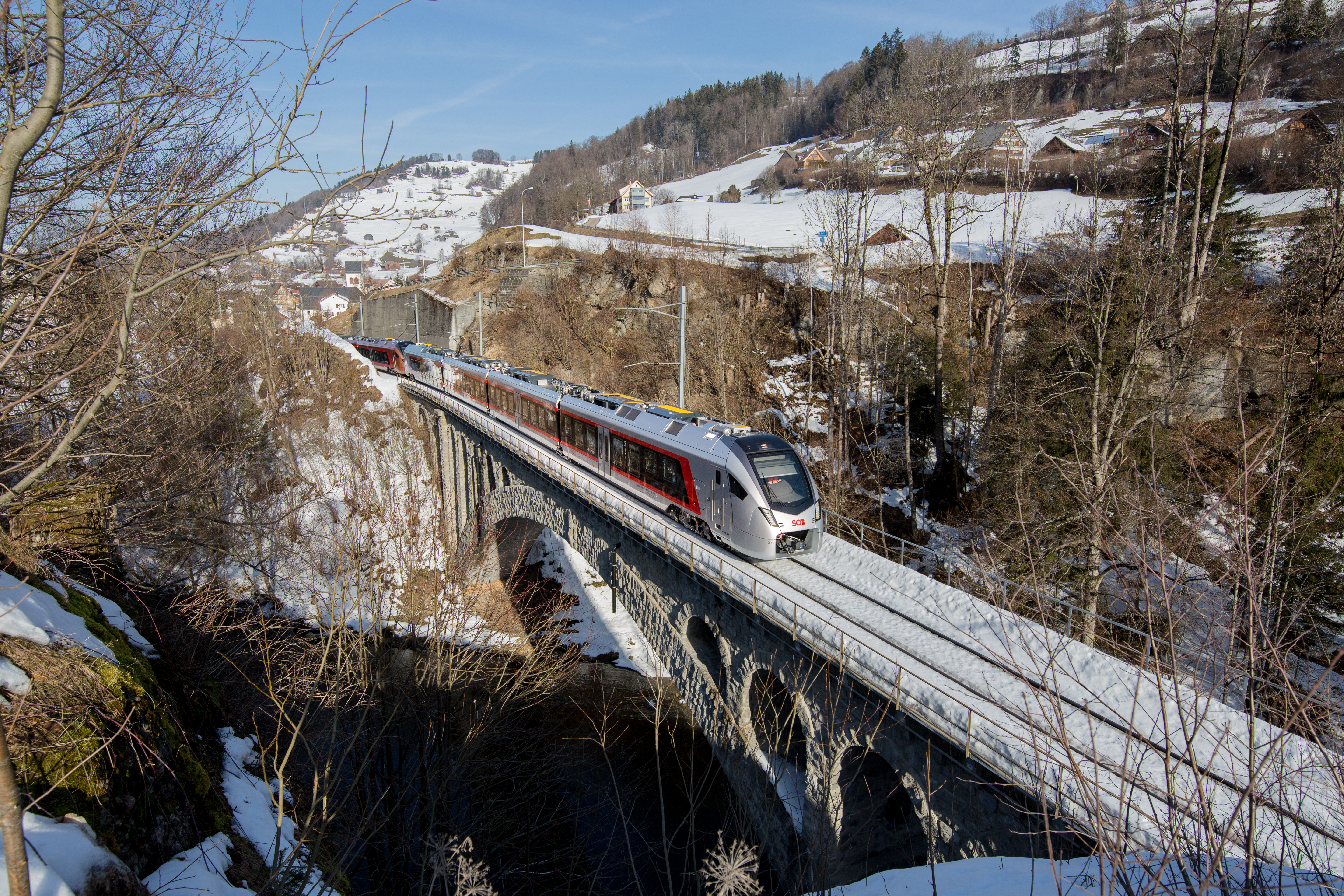
Brücke Thur I bei Krummenau mit einem Flirt 3 und dahinter einem Traverso

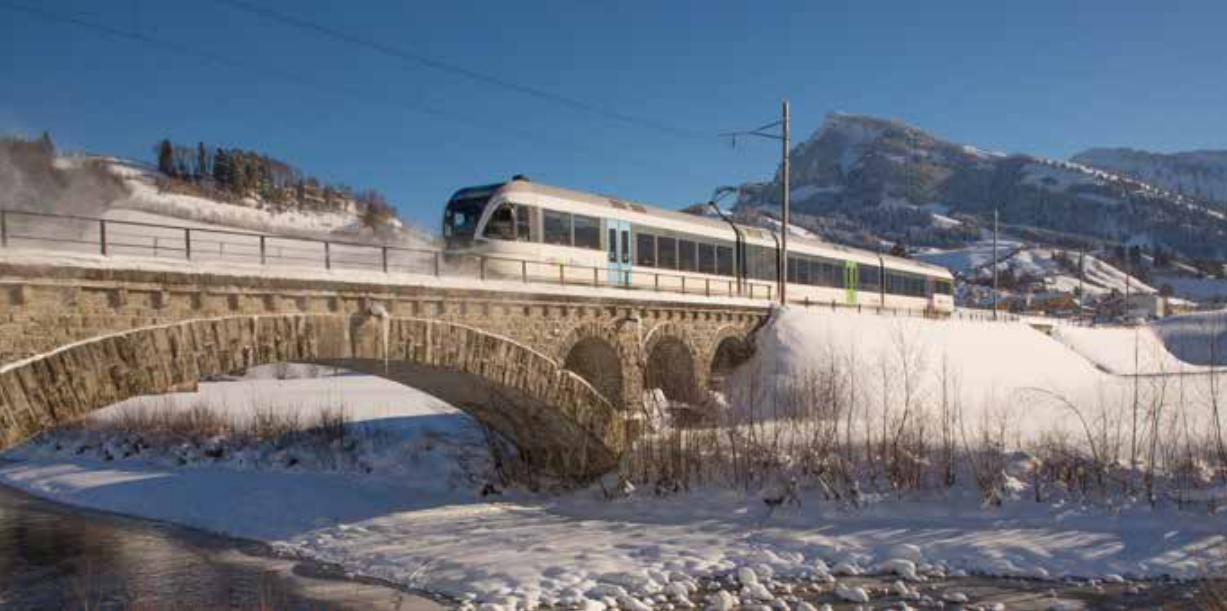
Brücke Thur II zwischen Nesslau-Neu St. Johann und Krummenau mit einem RABe 526 von Thurbo

Die Strecken der BT hatten 85 Brücken mit über 2 Meter Länge (wovon 16 Brücken mit mehr als 60 Meter Länge) mit einer Gesamtlänge von 3,150 km. Von der Eigentumslänge entfielen 5,66 % auf Brückenabschnitte. Zudem besass die BT die höchste Eisenbahnbrücke der Schweiz, das 99 Meter hohe Sitterviadukt. Das gemauerte Bauwerk mit einem 120 Meter langen Fachwerkmittelteil war auch die längste Brücke der BT.
Brücken über 40 m Länge:
| Name                | Streckenabschnitt                 | Länge | Grösste Höhe |
| ------------------- | --------------------------------- | ----- | ------------ |
| Hegibach            | Muolen–Häggenschwil-Winden        | 76 m  | 14 m         |
| Galgentobel         | Wittenbach–St. Gallen St. Fiden   | 69 m  | 11 m         |
| Sitter              | St. Gallen Haggen–Herisau         | 366 m | 99 m         |
| Walketobel          | St. Gallen Haggen–Herisau         | 118 m | 35 m         |
| Glatttal            | Herisau–Schachen BT               | 296 m | 34 m         |
| Ergeten             | Herisau–Schachen BT               | 96 m  | 27 m         |
| Kirchtobel          | Schachen BT–Degersheim            | 143 m | 29 m         |
| Weissenbach         | Schachen BT–Degersheim            | 282 m | 64 m         |
| Waldbach            | Degersheim–Mogelsberg             | 158 m | 38 m         |
| Spitzmühle          | Degersheim–Mogelsberg             | 123 m | 36 m         |
| Aesch               | Degersheim–Mogelsberg             | 112 m | 43 m         |
| Katzentobel         | Mogelsberg–Brunnadern-Neckertal   | 109 m | 35 m         |
| Josenbach           | Mogelsberg–Brunnadern-Neckertal   | 101 m | 25 m         |
| Schmidli            | Mogelsberg–Brunnadern-Neckertal   | 109 m | 14 m         |
| Alte Strasse        | Brunnadern-Neckertal–Lichtensteig | 55 m  | 13 m         |
| Thur                | Brunnadern-Neckertal–Lichtensteig | 96 m  | 18 m         |
| Thurbrücke Ulisbach | Wattwil–Ebnat-Kappel              | 46 m  | 3 m          |
| Oberer Gieselbach   | Ebnat-Kappel–Krummenau            | 54 m  | 18 m         |
| Aeschbach           | Krummenau–Nesslau-Neu St. Johann  | 41 m  | 6 m          |
| Thur I              | Krummenau–Nesslau-Neu St. Johann  | 84 m  | 18 m         |
| Thur II             | Krummenau–Nesslau-Neu St. Johann  | 47 m  | 8 m          |

## Betrieb

### Betrieb durch die Bodensee-Toggenburg-Bahn

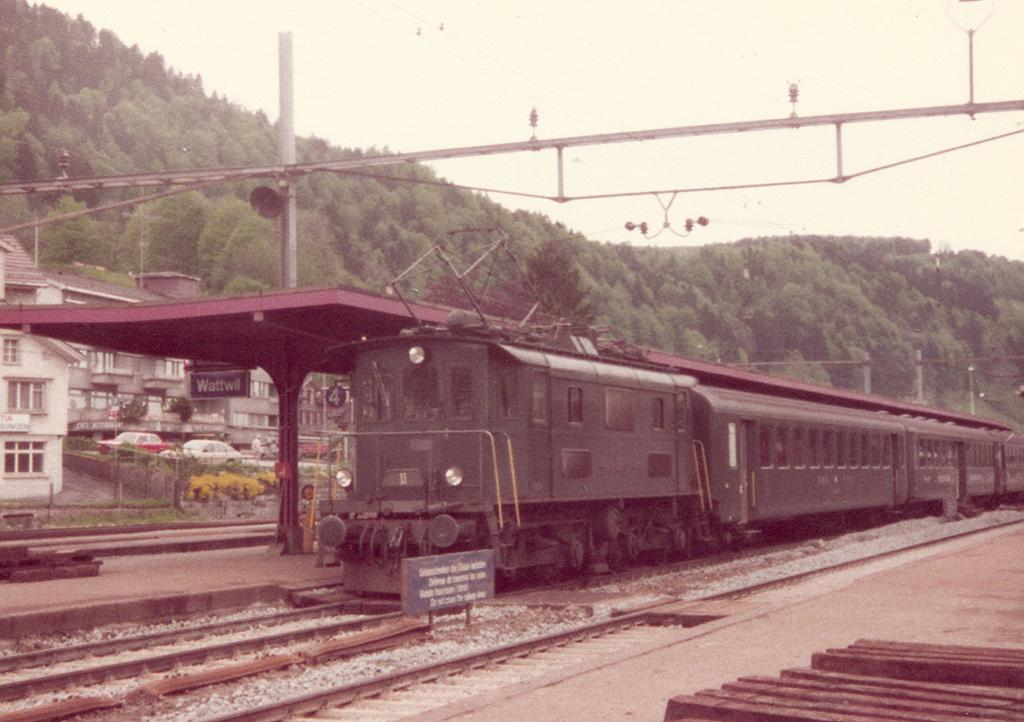
Zug mit Lokomotive Be 4/4 der BT und Wagenmaterial der SBB und BT 1983 in Wattwil

Weil die Strecke der BT aus ihrer Geschichte heraus im Grunde nur aus Teilstrecken bestand, deren Verbindungsstücke den SBB gehörten, wurden Personal und Material stets über die Unternehmensgrenzen hinweg eingesetzt. Dies geschah immer im Naturalausgleich nach Kilometern, anfänglich nur mit den SBB, später bei Aufnahme des Betriebs der «Direkten Linie» in die Zentralschweiz auch mit der SOB.
Als Besonderheit ist die doppelspurige Strecke Lichtensteig–Wattwil zu erwähnen. Das westliche Gleis gehörte den SBB, das östliche der BT. Betrieblich handelte es sich bis 2006 um keine herkömmliche Doppelspur, sondern um zwei nebeneinanderliegende Einspurstrecken. Erst nach einer Stellwerk- und Gleisplananpassung in den Jahren 1977/78 konnten die beiden Gleise wechselweise benutzt werden (von/nach Herisau nur über Gleis 2), wovon vor allem im Verspätungsfalle Gebrauch gemacht wurde. Anzumerken ist, dass nur das bergseitige (westliche) Gleis für die Streckenklasse D4 zugelassen war, das talseitige erlaubte nur die Streckenklasse C3.
Die BT hatte nicht weniger als sieben Gemeinschaftsbahnhöfe:
- Romanshorn (SBB)
- St. Gallen St. Fiden (SBB)
- St. Gallen (SBB, TB, SGA/AB)
- Herisau (AB)
- Lichtensteig (SBB)
- Wattwil (SBB)
- Ebnat-Kappel (SBB, bis 1931)

Unter der SOB wurden im Laufe des Jahres 2006 die Eigentumsgrenzen an der ehemaligen BT zwischen den SBB und der SOB bereinigt, seither liegt die Verantwortung für den Betrieb der Strecke Lichtensteig–Wattwil–Ebnat-Kappel bei der SOB. Konkret haben die SBB ihre Anteile an diesen Anlagen an die SOB abgetreten, im Tausch gegen die ehemaligen BT-Anteile am Bahnhof St. Gallen.

### Betrieb durch die Südostbahn

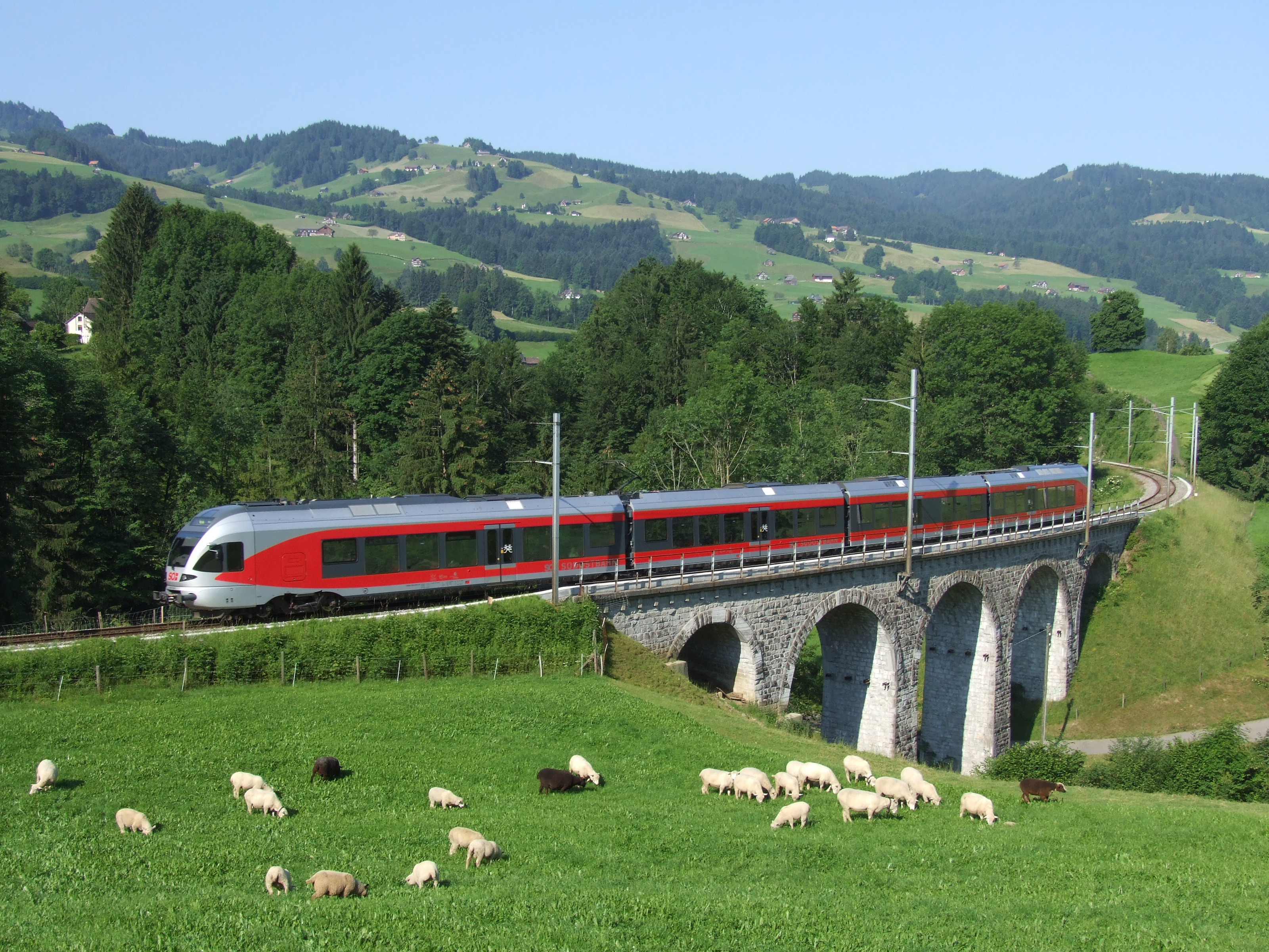
RABe 526 auf der Oberen Gieselbach-Brücke bei Ebnat-Kappel. Derzeit wird der Personenverkehr im Obertoggenburg von Thurbo betrieben.

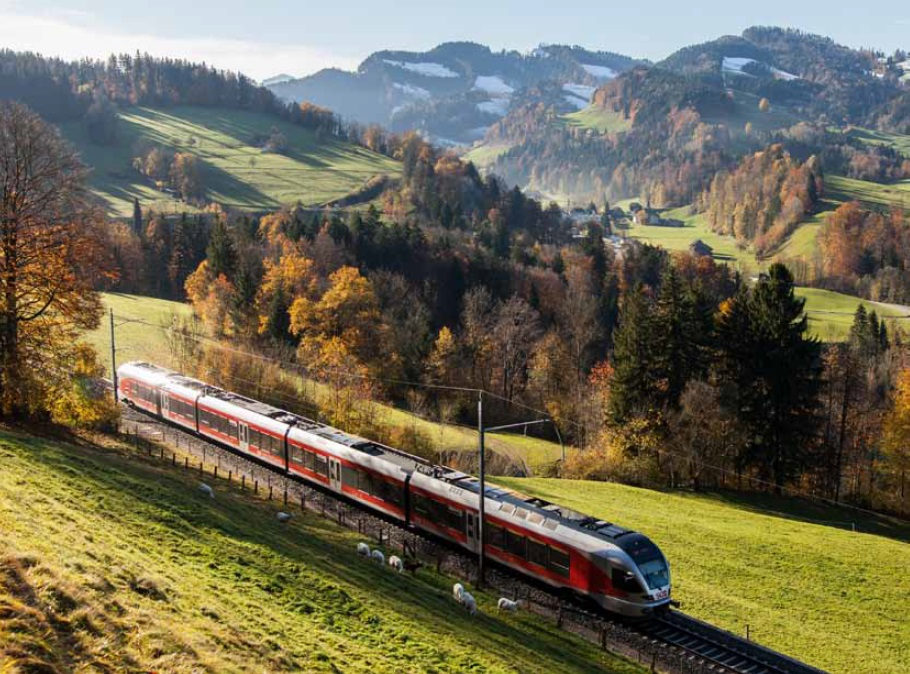
RABe 526 der Südostbahn als Ringzug S 4 zwischen Brunnadern-Neckertal und Mogelsberg

Die Strecke der Bodensee-Toggenburg-Bahn ist heute ein Teil der S-Bahn St. Gallen. Durchgehende Züge von Nesslau-Neu St. Johann nach Romanshorn gibt es nicht mehr – die Verbindungen sind in St. Gallen gebrochen. Südlich davon verkehren im Stundentakt der Voralpen-Express (VAE) von St. Gallen über Rapperswil nach Luzern, die Züge der Ringlinie S 4 St. Gallen–Uznach–Sargans–St. Gallen und während der Hauptverkehrszeiten die S 81 St. Gallen–Herisau. Dieses Angebot der SOB ergänzt Thurbo mit der S 2 Nesslau-Neu St. Johann–St. Gallen–Altstätten. Der Abschnitt von St. Gallen zum Bodensee wird bedient von der S 1, die von Romanshorn weiter nach Schaffhausen verkehrt, und vom RegioExpress St. Gallen–Romanshorn–Konstanz, den Thurbo im Zweistundentakt betreibt.
Die Südostbahn möchte die Fahrzeit von Wattwil nach Nesslau auf unter eine halbe Stunde verkürzen, um mit einem Triebzug den Halbstunden- statt den Stundentakt anzubieten. Dazu wurde die Strecke im Jahr 2019 so weit als möglich für höhere Geschwindigkeiten ausgebaut. Zwischen Wattwil und Ebnat-Kappel sollten die Züge mit 140 km/h verkehren. Etwa um 2021 wurde die Ausfahrgeschwindigkeit aus dem Bahnhof Wattwil erhöht. 2017 war noch vorgesehen, die Wendezeit in Nesslau mit einem automatischen S-Bahn-Zug ohne Lokomotivführer zu verkürzen.
Im Güterverkehr sind Blockzüge zum Tanklager Häggenschwil-Winden und Güterzüge zur Bedienung der Gleisanschlusskunden in St. Gallen Haggen von Bedeutung.

## Rollmaterial

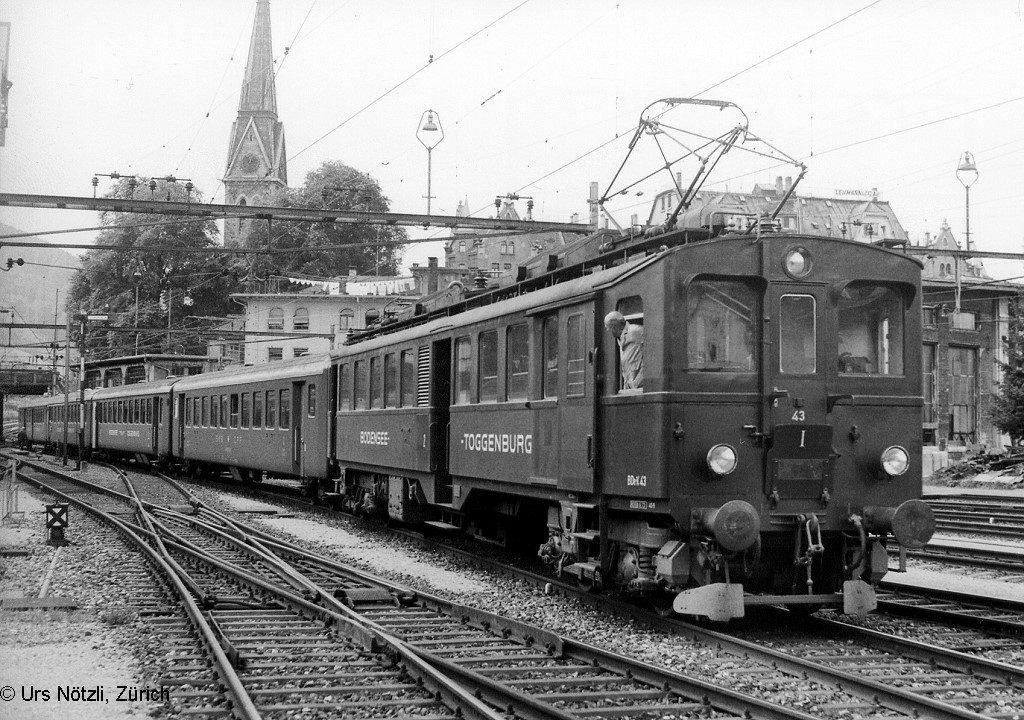
Der aus der Zeit der Elektrifizierung stammende Triebwagen BDe 3/4 43 in St. Gallen
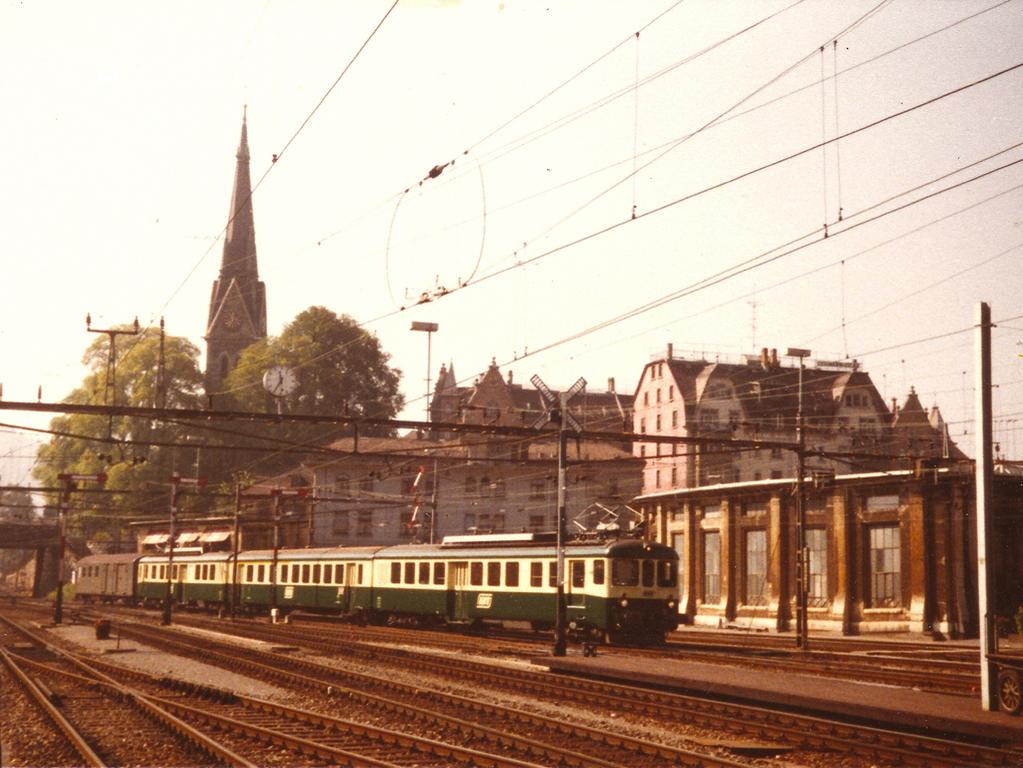
Vorortspendelzug BDe 2/4 41 und 42 mit AB 253 in der Konfiguration ab 1985 bei der Einfahrt in den Gemeinschaftsbahnhof St. Gallen
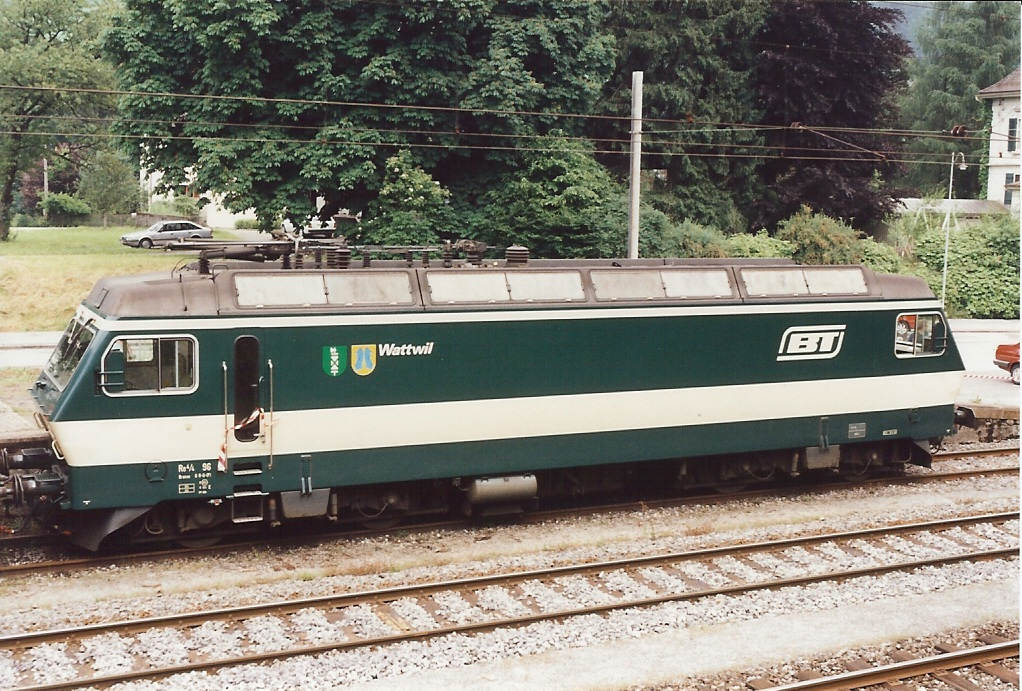
Der Bau der Umrichterlokomotiven Re 4/4 galt als Pioniertat. Re 4/4 96 in Lichtensteig.

| Baureihe                                                                               | Baureihe         | Hersteller            | Baujahr          | Herkunft                     | Stückzahl        | Stückzahl        | Ausrangiert                                                                                              | Bemerkungen                                              |                  |
| Serie                                                                                  | Nummern          | Hersteller            | Baujahr          | Herkunft                     | total            | Fusion           | Ausrangiert                                                                                              | Bemerkungen                                              |                  |
| Dampflokomotiven                                                                       | Dampflokomotiven | Dampflokomotiven      | Dampflokomotiven | Dampflokomotiven             | Dampflokomotiven | Dampflokomotiven | Dampflokomotiven                                                                                         | Dampflokomotiven                                         | Dampflokomotiven |
| -------------------------------------------------------------------------------------- | ---------------- | --------------------- | ---------------- | ---------------------------- | ---------------- | ---------------- | --- | -------------------------------------------------------- | ---------------- |
| Eb 3/5                                                                                 | 1–9              | Maffei                | 1910             |                              | 9                | 0                | 1932 | an SBB (5881–5889) verkauft                              |                  |
| Elektrolokomotiven                                                                     |                  |                       |                  |                              |                  |                  | |                                                          |                  |
| Be 4/4                                                                                 | 11               | SLM/SAAS              | 1931–1932        |                              | 6                | 3                | 2017 | an SLM (Schonro) verkauft                                |                  |
| Be 4/4                                                                                 | 12               | SLM/SAAS              | 1931–1932        | 1998                         | 6                | 3                | an Swisstrain verkauft, 2014 abgebrochen                                                                 |                                                          |                  |
| Be 4/4                                                                                 | 13               | SLM/SAAS              | 1931–1932        | 1988                         | 6                | 3                | an SZU verkauft, 1994 als Ersatzteilspender an DVZO abgegeben; danach als Ausstellungsstück ins Locorama |                                                          |                  |
| Be 4/4                                                                                 | 14               | SLM/SAAS              | 1931–1932        | 1988                         | 6                | 3                | an Privaten verkauft, 2006 an Eurovapor                                                                  |                                                          |                  |
| Be 4/4                                                                                 | 15               | SLM/SAAS              | 1931–1932        | 1988                         | 6                | 3                | an DVZO verkauft, seit 2018 ausser Betrieb                                                               |                                                          |                  |
| Be 4/4                                                                                 | 16               | SLM/SAAS              | 1931–1932        | 1997                         | 6                | 3                | abgebrochen                                                                                              |                                                          |                  |
| Ce 4/4                                                                                 | 33               | SLM/MFO               | 1905/1919        | SBB (1941)                   | (Üb)01           | 0                | 1958 | «Eva»; ex MFO 1, ex SBB Fc 2x2/2 12101; an VHS abgegeben |                  |
| Fe 4/4 De 4/4                                                                          | 50 (1960)025     | SLM/SIG/ BBC/MFO/SAAS | 1940/1944        | SBB (1944)                   | (Üb)01           | 0                | 1977 | ex SBB RFe 4/4 601; an SZU verkauft                      |                  |
| Re 4/4                                                                                 | 91–96            | SLM/BBC               | 1987             |                              | 6                | 6                | | KTU-Lok                                                  |                  |
| Triebwagen                                                                             |                  |                       |                  |                              |                  |                  | |                                                          |                  |
| BCFm 2/4                                                                               | 31–32            | SLM/SIG               | 1926             |                              | 2                | 0                | 1932 (Um)                                                                                                | Umbau zu BCF4                                            |                  |
| BCFe 2/4                                                                               | 41               | SIG/SAAS              | 1932             |                              | 4                | 0                | 1963 (Um)                                                                                                | Umbau zu BDe 2/4 41                                      |                  |
| BCFe 2/4                                                                               | 42               | SIG/SAAS              | 1932             | 1959 (Um)                    | 4                | 0                | Umbau zu BDe 2/4 42                                                                                      |                                                          |                  |
| BCFe 2/4                                                                               | 43               | SIG/SAAS              | 1938             | 1948 (Um)                    | 4                | 0                | Umbau zu BCFe 3/4 43                                                                                     |                                                          |                  |
| BCFe 2/4                                                                               | 44               | SWS/SAAS/BT           | 1952             | 1988                         | 4                | 0                | ab 1977 an SOB vermietet, 1988 verkauft                                                                  |                                                          |                  |
| BDe 2/4                                                                                | 41               | SIG/SAAS/BT           | 1932/1965        |                              | (Um)02           | 0                | 1995 |                                                          |                  |
| BDe 2/4                                                                                | 42               | SIG/SAAS/BT           | 1932/1961        | 1995                         | (Um)02           | 0                | |                                                          |                  |
| BCFe 3/4                                                                               | 43               | SIG/SAAS/BT           | 1938/1948        |                              | (Um)01           | 0                | 1981 (Um)                                                                                                | ex BCFe 2/4; Umbau zu Be 3/4                             |                  |
| Be 3/4                                                                                 | 43               | SIG/SAAS/BT           | 1938/1982        |                              | (Um)01           | 1                | | «Tino»; ex BCFe 2/4, BCFe 3/4                            |                  |
| BDe 4/4                                                                                | 50               | SIG/BBC               | 1960             |                              | 4                | 4                | | «Hochleistungstriebwagen»                                |                  |
| BDe 4/4                                                                                | 51–53            | SIG/BBC               | 1966–1967        |                              | 4                | 4                | | «Hochleistungstriebwagen»                                |                  |
| RBDe 4/4                                                                               | 71–76            | FFA/SIG/BBC           | 1982             |                              | 6                | 6                | | «Privatbahn-NPZ»                                         |                  |
| Steuerwagen                                                                            |                  |                       |                  |                              |                  |                  | |                                                          |                  |
| ABt                                                                                    | 141              |                       | 1965             |                              | (Um)02           | 1                | | Spenderwagen unbekannt; Verbleib unbekannt               |                  |
| ABt                                                                                    | 142              | 1961                  | 1985             | ex Br4ü 353; an RHB verkauft | (Um)02           | 1                | |                                                          |                  |
| ABt                                                                                    | 171–176          |                       | 1982             |                              | 6                | 6                | |                                                          |                  |
| Personenwagen                                                                          |                  |                       |                  |                              |                  |                  | |                                                          |                  |
| BCF4                                                                                   | 31–32            | SLM/SIG/BT            | 1926/1932        |                              | (Um)02           |                  | | ex BCFm 2/4; Verbleib unbekannt                          |                  |
| B                                                                                      | 371–376          |                       | 1982             |                              | 6                | 6                | |                                                          |                  |
| B                                                                                      | 381–386          | SWA/SIG/ABB           | 1991             |                              | 6                | 6                | | «Doublette»                                              |                  |
| A                                                                                      | 201–202          |                       | 1991             |                              | 2                | 0                | 2000 | an SBB verkauft                                          |                  |
| B                                                                                      | 301–303          |                       | 1991             |                              | 6                | 0                | 2000 | an SBB verkauft                                          |                  |
| B                                                                                      | 304–306          | 1999                  | 1991             | an BLS verkauft              | 6                | 0                | |                                                          |                  |
| Rangierlokomotiven und Traktoren                                                       |                  |                       |                  |                              |                  |                  | |                                                          |                  |
| Eea 3/3                                                                                | 31               | Henschel/AEG          | 1966             | LSB (1995)                   | (Üb)02           | 2                | | ex RAG 281                                               |                  |
| Eea 3/3                                                                                | 32               | Henschel/AEG          | 1966             | LSB (1995)                   | (Üb)02           | 2                | ex RAG 283                                                                                               |                                                          |                  |
| TeIII                                                                                  | 35               | SLM/MFO               | 1966             |                              | 1                | 1                | |                                                          |                  |
| Tm 2/2                                                                                 | 4                |                       | 1977             |                              | 2                | 2                | |                                                          |                  |
| Tm 2/2                                                                                 | 5                | 1992                  |                  |                              | 2                | 2                | |                                                          |                  |
| Tm 2/2                                                                                 | 6                | SLM                   | 1972             | vR (1977)                    | (Üb)02           | 2                | | ex Gerlafingen 26                                        |                  |
| Tm 2/2                                                                                 | 7                | SLM                   | 1973             | vR (1977)                    | (Üb)02           | 2                | ex Gerlafingen 28                                                                                        |                                                          |                  |
| Tm 2/2                                                                                 | 8                |                       | 1937             | SBB (?)                      | 1                | 1                | | ex SBB Tm 533                                            |                  |
| Tm 2/2                                                                                 | 10               |                       | 1960             | Solvay (1973)                | (Üb)01           | 0                | 1996 | ex Soda Zurzach Em 2/2; an Metrag verkauft               |                  |
| Üb = Übernahme aus fremden Bestand (Gebrauchtfahrzeug); Um = Umbau aus eigenem Bestand |                  |                       |                  |                              |                  |                  | |                                                          |                  |

| Original | 1956     | 1962     |
| -------- | -------- | -------- |
| BCFe 2/4 | ABFe 2/4 | ABDe 2/4 |
| BCFe 3/4 | ABFe 3/4 | ABDe 3/4 |
| Fe 4/4   | Fe 4/4   | De 4/4   |

Umzeichnungen und Umbauten
Mit dem europaweiten Übergang vom Dreiklassensystem zum Zweiklassensystem per Sommerfahrplan 1956 änderten sämtliche Wagenklassenbezeichnungen der Bodensee-Toggenburg-Bahn ein erstes Mal (von A zu B, von C zu B). Ein weiterer systematischer Wechsel erfolgte 1962 aufgrund der Änderung der Schweizer Bauartbezeichnung für Gepäckabteile (von F zu D).
Umbaubedingt wurden zwei ABFe 2/4 aufgrund Verlegung der Erste-Klasse-Abteile in die Steuerwagen zu BFe 2/4 resp. BDe 2/4; Triebwagen 42 durchlief den Umbau 1960/61, Triebwagen 41 folgte 1964/65, wobei beide einen neuen Stahlwagenkasten erhielten. Eingesetzt wurden die Fahrzeuge bis 1982 als sogenannte Vorortspendelzüge, jeweils fix mit ihren Steuerwagen (ABt 141 und 142) gekuppelt. Ab 1982 bis zur Ausrangierung 1995 bildeten die beiden Triebwagen mit einem Zwischenwagen eine fixe Komposition.
ABDe 3/4 43 wurde 1968 innen umgebaut, erhielt ein grösseres Gepäckabteil und verlor im Gegenzug die erste Klasse, wodurch er zum BDe 3/4 wurde. Im Rahmen eines weiteren Umbaus 1981/82 entstand «Tino», ein stilistisch an ein Grotto Ticinese angelehnter Triebwagen für Sonderfahrten, der aufgrund des entfernten Gepäckabteils in Be 3/4 umgezeichnet wurde.
Ausrangierungen und Verbleib
- Eb 3/5 9 (1910)
historisches Fahrzeug (betriebsfähig). Der Verein Dampflokiclub Herisau konnte den SBB die Lokomotive 5889 zum Schrottwert abkaufen; durch Vertrag geregelt wurde sie wieder als Nummer 9 in den Fahrzeugpark der BT eingestellt. Seit der Bahnreform ist der DLC selbst Fahrzeughalter, EVN 90 85 0005889-0 CH-DLC
- MFO Seebach-Wettingen 1 «Eva» (1905)
historisches Fahrzeug, im Verkehrshaus der Schweiz (VHS). Die 1905 für den Einphasenwechselstrom-Versuchsbetrieb Seebach–Wettingen der Maschinenfabrik Oerlikon (MFO) gebaute Versuchslokomotive 1 ging 1919 als Fc 2x2/2 12101 an die SBB und wurde 1941 von der BT erworben. Mehrheitlich als Rangierlokomotive eingesetzt, wurde sie nach ihrer Ausrangierung 1958 ans VHS abgegeben und ist seit der Eröffnung 1959 Teil der Dauerausstellung Schienenverkehr.